# Cultes d'Athéna
Pour un article plus général, voir Athéna.
Athéna est une des principales divinités des cultes de la religion grecque antique. 
Les anciens Grecs lui rendent des cultes principalement en tant que déesse protectrices des cités et de leurs institutions, aussi en tant que divinité de la guerre, des artisans et des techniques. Elle est aussi sollicitée pour divers autres bienfaits, en lien avec la fertilité, la santé, l'éducation, etc.
Son principal lieu de culte est situé à Athènes, sur l'Acropole, mais elle dispose de nombreux autres lieux de culte sur le vaste territoire de la cité à laquelle elle est le plus associé. Elle est également vénérée dans le reste du monde grec, où elle dispose de plusieurs sanctuaires importants, notamment à Coronée, à Philia, à Tégée ou encore à Lindos.

Carte de la Grèce antique avec localisation des sanctuaires d'Athéna et autres sites et régions mentionnés dans l'article.

## Athéna et Athènes

### La déesse tutélaire d'Athènes

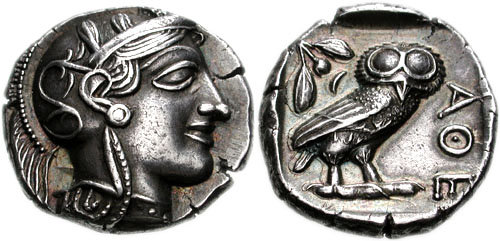
Tétradrachme athénien de la seconde moitié du À l'avers (« face »), tête d'Athéna de profil ; au revers (« pile »), chouette et rameau d'olivier avec l'inscription ΑΘΕ pour ΑΘHNAIΩN.

Protectrice des cités, Athéna est avant tout liée à Athènes. Son nom dérive probablement de celui de la cité, qui est donc son lieu de naissance, même si elle dérive de figures divines plus anciennes encore. En tout cas la filiation évidente entre les deux noms, que ce soit dans un sens ou dans l'autre, rappelle constamment le lien indéfectible entre la cité et la déesse. En tant qu'Athéna Polias, elle est la protectrice de la cité, l'aide à se défendre face à ses ennemis ou à les vaincre, comme l'indique d'autres épithètes telles que Promachos et Nikè. Elle protège aussi ses institutions, en association constante avec son père le dieu souverain Zeus. Elle est logiquement le symbole de la cité : il a pu être dit qu'« Athéna est Athènes », l'incarnation de la fierté des Athéniens (R. Parker). Son sanctuaire de l'Acropole, où elle est connue sous plusieurs épithètes, est la vitrine de la cité et le lieu où est entreposé le trésor public. Les offrandes publiques comme privées se dirigent prioritairement vers elle, en tant qu'incarnation de la cité. Ses images sont reprises sur le monnayage civique, avec sa tête de profil côté « face » et la chouette et l'olivier côté « pile ». 
La mythologie locale explique ce lien par le fait que la déesse a été choisie aux dépens de Poséidon, et qu'elle a veillé sur le jeune Érichthonios avant qu'il ne devienne roi d'Athènes, en faisant en quelque sorte une figure maternelle pour tous les Athéniens,. Elle occupe donc la première place pour eux : les invocations aux divinités sont souvent faites sous la formule « Athéna et les (autres) dieux », elle est mentionnée par les Athéniens comme la « maîtresse de ce pays » ou « notre déesse locale », Athènes est évoquée à l'occasion comme la « cité de Pallas » et les Athéniens comme « les citoyens de Pallas », un des chœurs des Héraclides d'Euripide (770-772) adressé à elle dit que « le sol est tien, la cité est tienne, tu es sa mère et sa maîtresse et sa gardienne », une louange attribuée à Solon rapporte comment elle étend ses mains pour protéger la cité.

« Notre cité jamais ne périra conformément à un arrêt de Zeus ou à la volonté des bienheureux dieux immortels : telle est sa gardienne magnanime, fille d’un père puissant, Pallas Athéna, qui étend ses mains sur elle. »

— Solon (fr. 4W, 1-4).

« Toute la cité d'Athènes, comme toute l'Attique, est consacrée à Athéna — car quels que soient les dieux que chaque dème a l'habitude d'honorer, il n'en vénère pas moins aussi Athéna — »

— Pausanias, Description de la Grèce, I, 26, 6.
Pour R. Parker, Athéna est dans le contexte athénien la « divinité locale spéciale » par excellence dans le polythéisme grec, parce qu'elle y a une place sans équivalent dans la plupart des cités grecques. Dans les études modernes, elle est souvent décrite comme la divinité « tutélaire » d'Athènes, ou encore sa déesse « poliade » (« de la cité »), une modernisation de l'épiclèse Polias qui sert d'une manière générale à associer une divinité à une cité qu'elle protège et possède en quelque sorte. Si cette notion manque de pertinence pour la plupart des cités grecques, ce n'est pas forcément le cas à Athènes tellement le lien est fort et affirmé à de nombreuses reprises dans l'histoire. Mais pour autant les Athéniens ne se tournent pas toujours prioritairement vers Athéna. Ils peuvent selon les circonstances s'adresser à bien d'autres divinités, ce qui relativiserait le caractère « poliade » d'Athéna dans cette cité. Par ailleurs, la déesse est aussi « secondée » par divers héros et héroïnes dont les lieux de culte voisinent les siens, qui renforcent son ancrage local et dans certains cas au moins complètent ses fonctions (par exemple les filles de Cécrops pour le tissage et la croissance des jeunes gens),.

### Historique

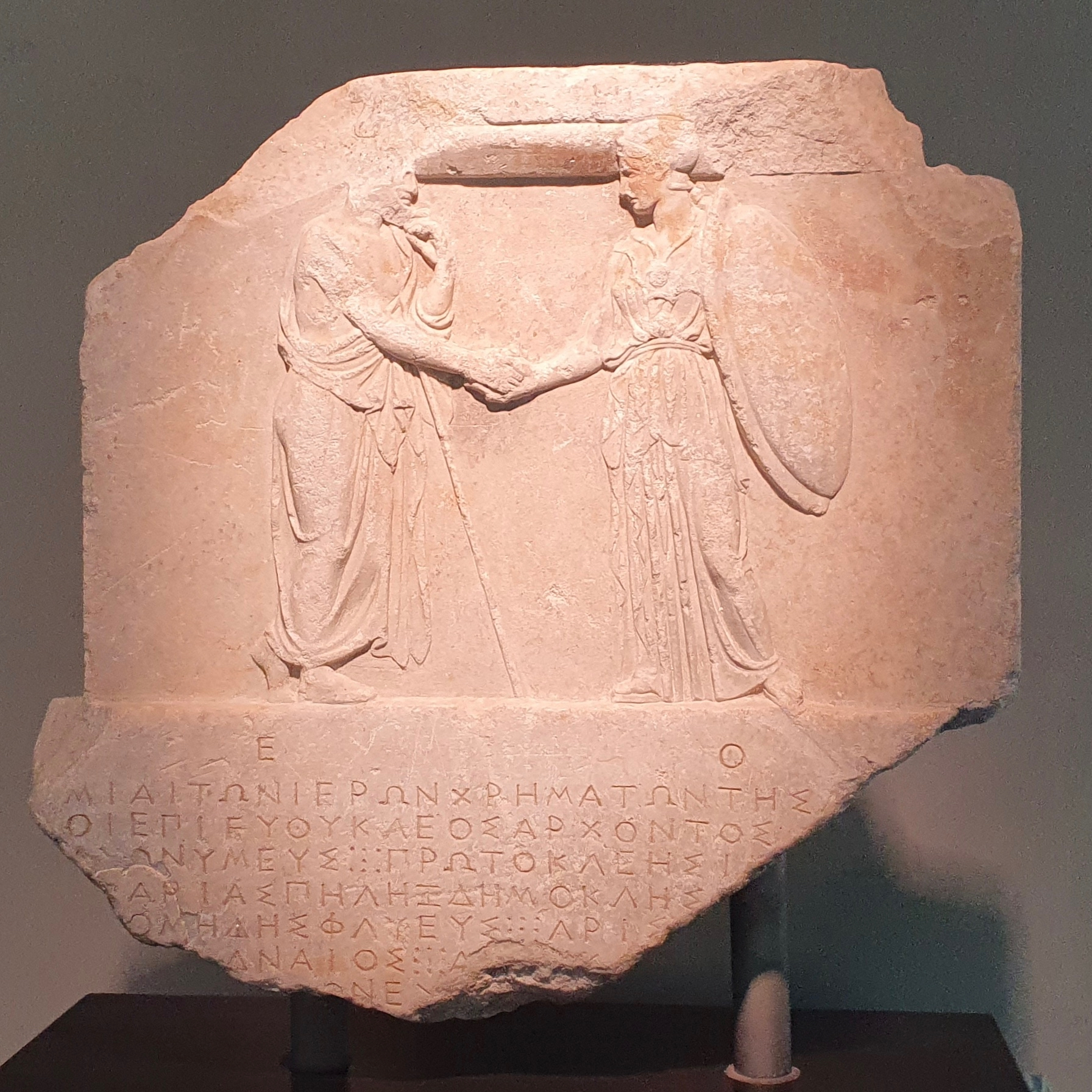
Inscription des comptes des trésoriers d'Athéna et des autres dieux. La déesse est représentée sur le bas-relief, serrant la main d'Érechthée. Musée de l'Acropole.

Les destins de la déesse et de la cité sont donc inextricablement liés. Historiquement, Athéna a probablement acquis cette position par le développement de sa fonction de déesse protectrice de la cité et de maîtresse de son Acropole. Il est possible qu'Athéna soit vénérée en ce lieu dès l'époque mycénienne, alors que ce lieu serait, suivant la configuration courante de cette période, une forteresse où se trouverait un palais royal (dont aucune trace n'a été identifiée avec assurance). Selon un « scénario » envisagé, Athéna pourrait être à l'origine la protectrice de la citadelle et du roi qui y réside, et quand le pouvoir royal disparait à la fin de l'époque mycénienne elle reste seule maître des lieux et prend symboliquement la place du roi. Au-delà de ces conjectures, les origines du culte athénien d'Athéna restent nimbées de mystère : il faut attendre le VIIIe siècle av. J.-C. pour en avoir une possible évocation chez Homère, et il y a peu de traces d'un culte sur place pour les VIIIe – VIIe siècle av. J.-C. Les Grandes Panathénées, la fête panhellénique d'Athéna, sont instaurées en 566/5 ou peu après, et il faut attendre la première moitié du VIe siècle av. J.-C. pour voir l'apparition d'une architecture monumentale sur l'Acropole, sans doute sous les tyrans Pisistratides. En tout cas cette lignée semble avoir mis en exergue son lien à Athéna pour asseoir son pouvoir, embellissant considérablement les édifices de l'Acropole. Selon Hérodote (I, 60), le fondateur de la dynastie, Pisistrate, voyant son pouvoir menacé, aurait fait passer une belle femme d'un village d'Attique pour la déesse en lui faisant revêtir une armure, et aurait paradé avec elle auprès des Athéniens qui auraient cru à une apparition de la déesse, qui soutiendrait le tyran.
Après les Guerres médiques (490-480 av. J.-C.) et avec l'instauration de l'« empire » athénien (la « Ligue de Délos »), le lien entre la cité et sa déesse est de plus en plus affirmé, surtout après le déplacement du trésor de la Ligue de Délos depuis Délos vers l'Acropole en 454 et la reconstruction de ses sanctuaires entamée à l'époque de Périclès. Tout cela fait de l'Acropole un lieu de mise en scène de la cité athénienne idéalisée, sous les auspices de la déesse Athéna. Elle est aussi extrêmement riche, beaucoup plus que les autres divinités d'Athènes réunies : dans les années 433-426 les Athéniens empruntent plus de 4 000 talents à Athéna Polias, contre plus de 766 pour les autres.
Après la relégation au second plan de la puissance politique athénienne à la fin de l'époque classique (entre 338 et 322), le culte d'Athéna perd en faste. Les Grandes Panathénées sont même annulées une première fois en 286 faute de moyens, puis interrompues de 240 à 170 av. J.-C. Sous les empereurs romains, le culte d'Athéna est certes patronné par des empereurs, mais au prix d'évolutions telles que l'introduction du culte des empereurs et de la déesse Roma (qui reprend du reste des caractéristiques d'Athéna) sur l'Acropole, symbolisant leur prise de pouvoir, et des changements dans le déroulement des Panathénées de manière à montrer l'emprise romaine. Athéna continue à remplir son rôle symbolique de déesse tutélaire la cité dans les temps plus difficiles d'Athènes. Au début du IIIe siècle de notre ère, Dion Cassius (Histoire romaine, LIV, 7, 3) rapporte que, lorsqu'Auguste avait visité la cité avec laquelle il était en froid en raison de son appui à Marc-Antoine, la statue de la déesse de l'Acropole (celle de l'Érechthéion ?) avait été tournée de l'est vers l'ouest (donc vers Rome) et couverte de sang comme si elle en crachait, en guise de provocation envers lui. Au début du Ve siècle de notre ère, Zosime (Nouvelle Histoire, V, 6) mentionne une apparition de la déesse, en armes et accompagnée de son protégé Achille, devant les murailles de la ville, au roi wisigoth Alaric lorsqu'il assiège Athènes en 396 ap. J.-C.
Le culte d'Athéna dure jusque dans l'Antiquité tardive, au moins vers la fin du Ve siècle de notre ère quand la statue d'Athéna est retirée du Parthénon, événement symbolique majeur pour la fin du paganisme et le triomphe du christianisme. Cet édifice est par la suite converti en église, de même que l'Érechthéion (au plus tard au VIIe siècle).

### L'Acropole, haut lieu d'Athéna
L'Acropole d'Athènes est le lieu où se déroulent les principaux cultes athéniens d'Athéna, et aussi le principal lieu de culte d'Athènes. Les premiers temps du site sont très mal connus : il est probable qu'un sanctuaire avec des structures en dur existe au VIIe siècle av. J.-C. si ce n'est dès le VIIIe siècle av. J.-C., mais elles ont pour l'essentiel disparu durant les phases de constructions postérieures. L'architecture du VIe siècle av. J.-C. est débattue : c'est de cette période que daterait le début d'une architecture monumentale, déjà organisée autour de plusieurs édifices dont il reste des traces, dont peut-être un temple pour la statue de culte d'Athéna et des cultes héroïques qui préfigure l'Érechthéion et un autre qui préfigure le Parthénon. Quoi qu'il en soit, le site est en grande partie détruit en 480 lorsque les Perses occupent la ville, et il est reconstruit par la suite. Ces constructions de la seconde moitié du Ve siècle av. J.-C. correspondent à l'apogée de la puissance athénienne, en particulier à l'époque de Périclès (v. 451-429), et font appel aux contributions des plus grands artistes du temps (dont Phidias). Elles modèlent le visage du sanctuaire d'Athéna jusqu'à nos jours. Plusieurs inscriptions complètent la connaissance de l'organisation de ce site sacré, ainsi que des mentions littéraires, en dernier lieu dans la Description de la Grèce de Pausanias, vers le milieu du IIe siècle de notre ère.

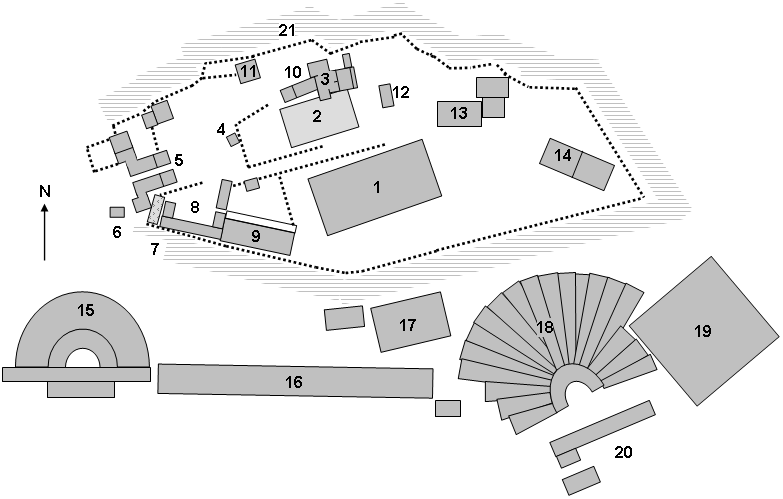
1. Parthénon
2. Ancien temple d'Athéna
3. Érechthéion
4. Statue d'Athéna Promachos
5. Propylées
6. Temple d'Athéna Nikè
7. Éleusinion
8. Brauronéion
9. Chalcothèque
10. Pandroséion
11. Maison des Arrhéphores
12. Autel d'Athéna
13. Autel de Zeus
14. Hérôon de Pandion
15. Odéon d'Hérode Atticus
16. Stoa d'Eumène de Cardia
17. Asclépiéion
18. Théâtre de Dionysos
19. Odéon de Périclès
20. Téménos de Dionysos Eleuthéreus
21. Fontaine mycénienne

Le cœur du culte d'Athéna sur l'Acropole, destiné à la déesse sous son épithète Polias, est situé du côté de nord de la colline, au centre. C'est là que se trouve le grand autel servant pour les sacrifices adressés à la déesse, notamment les holocaustes des Panathénées. Il jouxte le temple surnommé (après Pausanias) Érechthéion, achevé à la fin du Ve siècle av. J.-C., que les anciens Grecs appelaient aussi « temple de l'image » parce qu'il abritait la statue de culte d'Athéna Polias, taillée dans de l'olivier. C'est un édifice complexe, puisqu'on y trouve apparemment aussi un espace de culte héroïque pour le roi légendaire Érechthée, vénéré conjointement au dieu Poséidon. Il est également bordé par l'olivier qu'aurait créé Athéna lors de son duel avec Poséidon pour la domination d'Athènes, situé dans un lieu de culte héroïque dédié à Pandrose (Pandroséion), une des filles de Cécrops. Derrière l'autel d'Athéna Polias se trouve aussi un autel dédié à Zeus Polieus,.

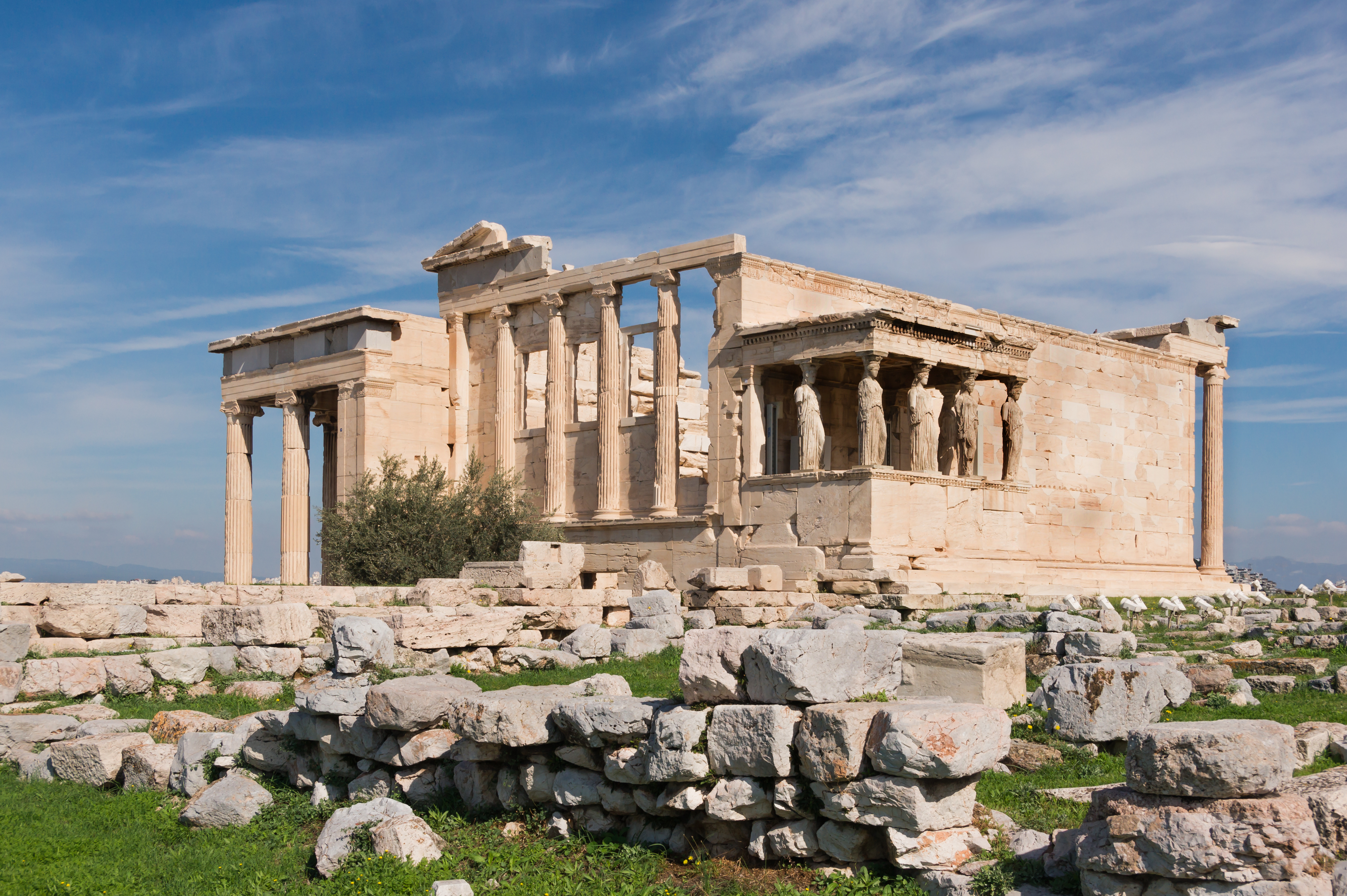
Vue d'ensemble de l'Érechthéion.
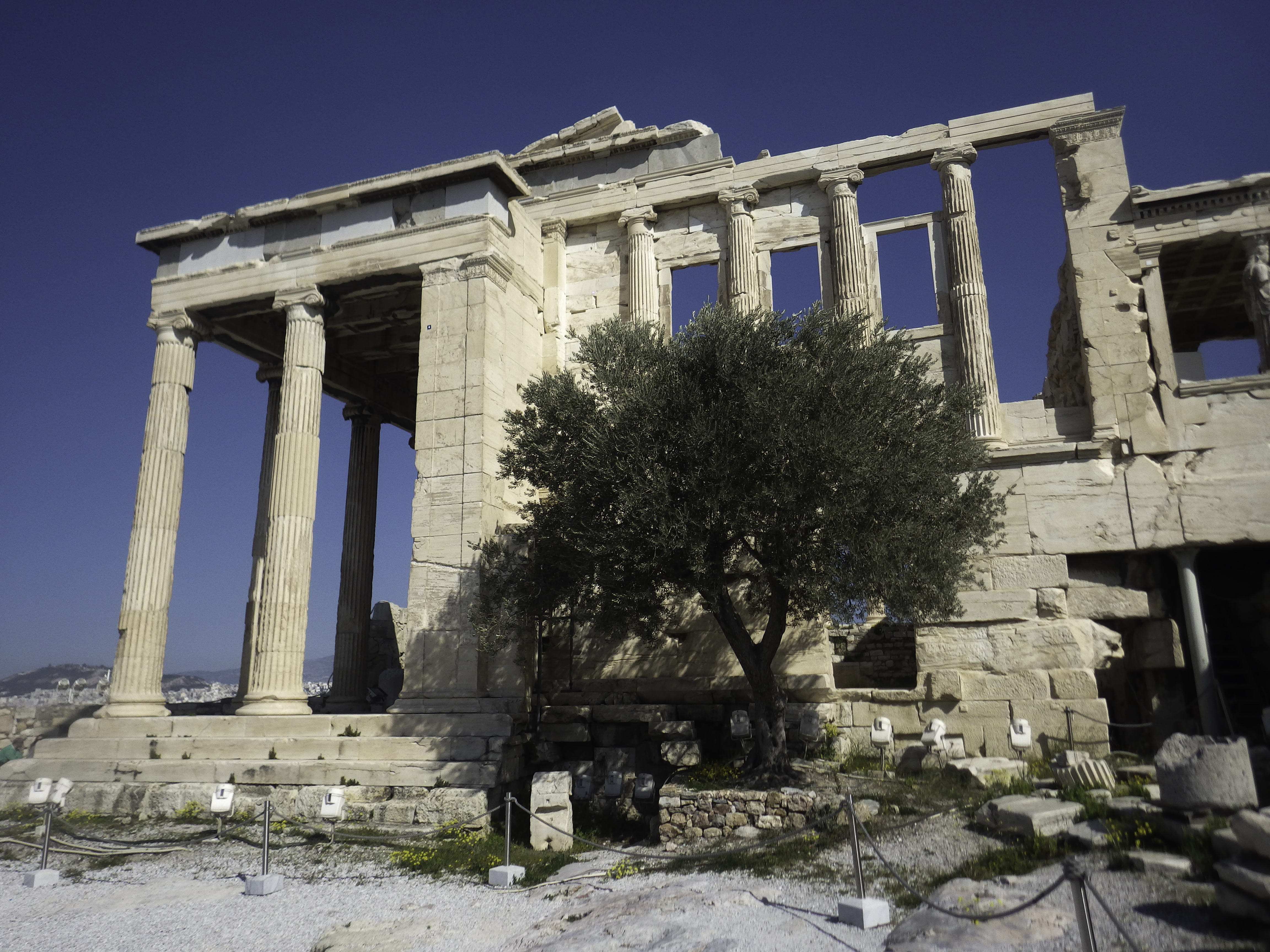
L'emplacement du Pandroséion avec un olivier (moderne).
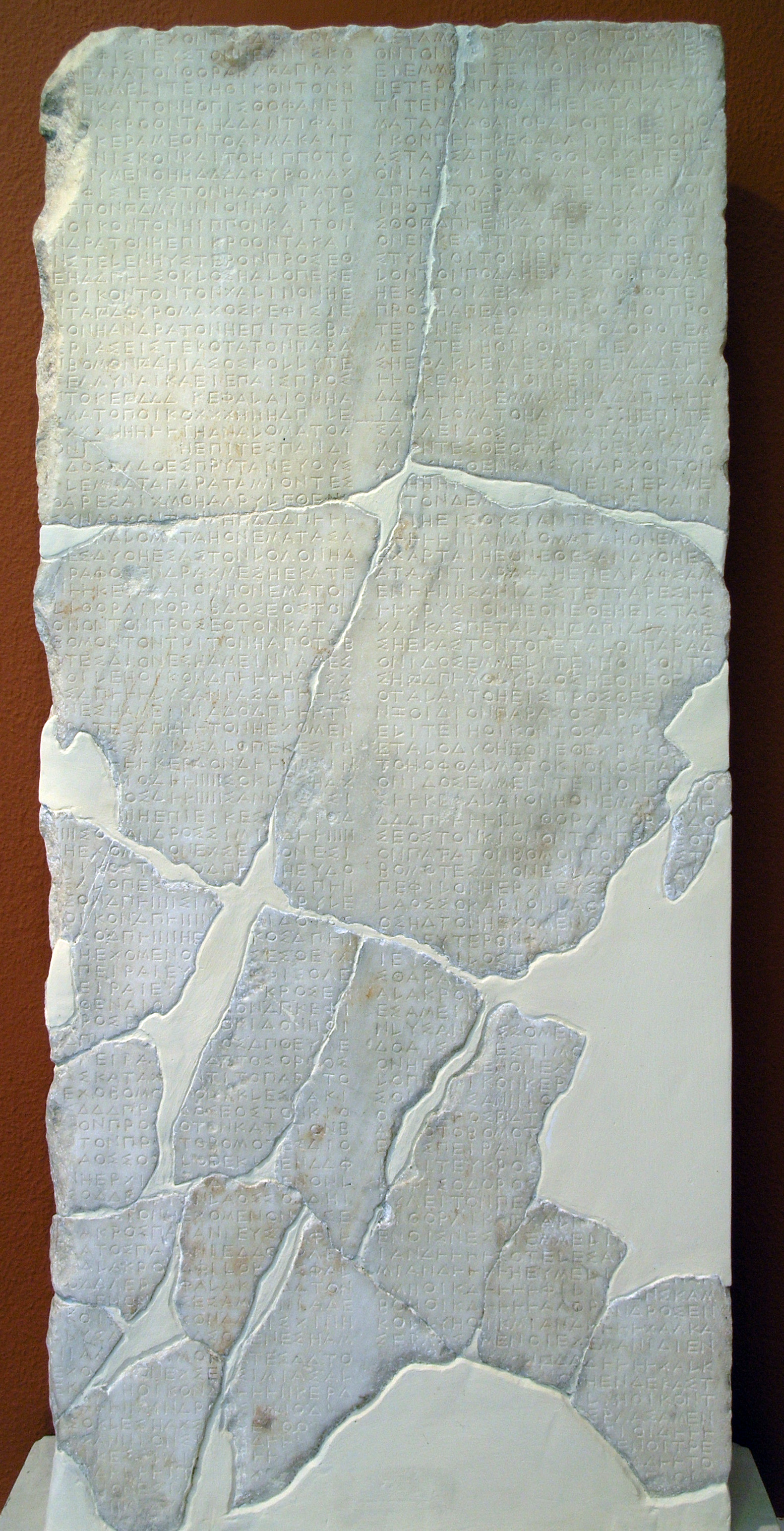
Comptes de construction de l'Érechthéion. Musée épigraphique d'Athènes.

L'autre grand édifice dédié à Athéna est le Parthénon situé au sud de l'Érechtheion, construit entre 447 et 438, situé en position centrale sur l'Acropole. Sa fonction exacte est débattue. Il semble qu'il ait plutôt un rôle de don à la déesse, célébrant sa grandeur. Il ne s'agit pas forcément d'un temple à proprement parler : il abrite le trésor de la déesse, et la grande statue d'Athéna Parthenos chryséléphantine (en ivoire et en or) d'une dizaine de mètres de haut faite par Phidias et son atelier, qui n'est probablement pas une statue de culte. Son décor évoque la grandeur d'Athéna et son culte : le fronton situé à l'est (à l'entrée de l'édifice) représente la naissance de la déesse, celui situé à l'ouest (à l'arrière) sa compétition avec Poséidon pour le patronage d'Athènes. Les frises représentent la procession des Panathénées,.

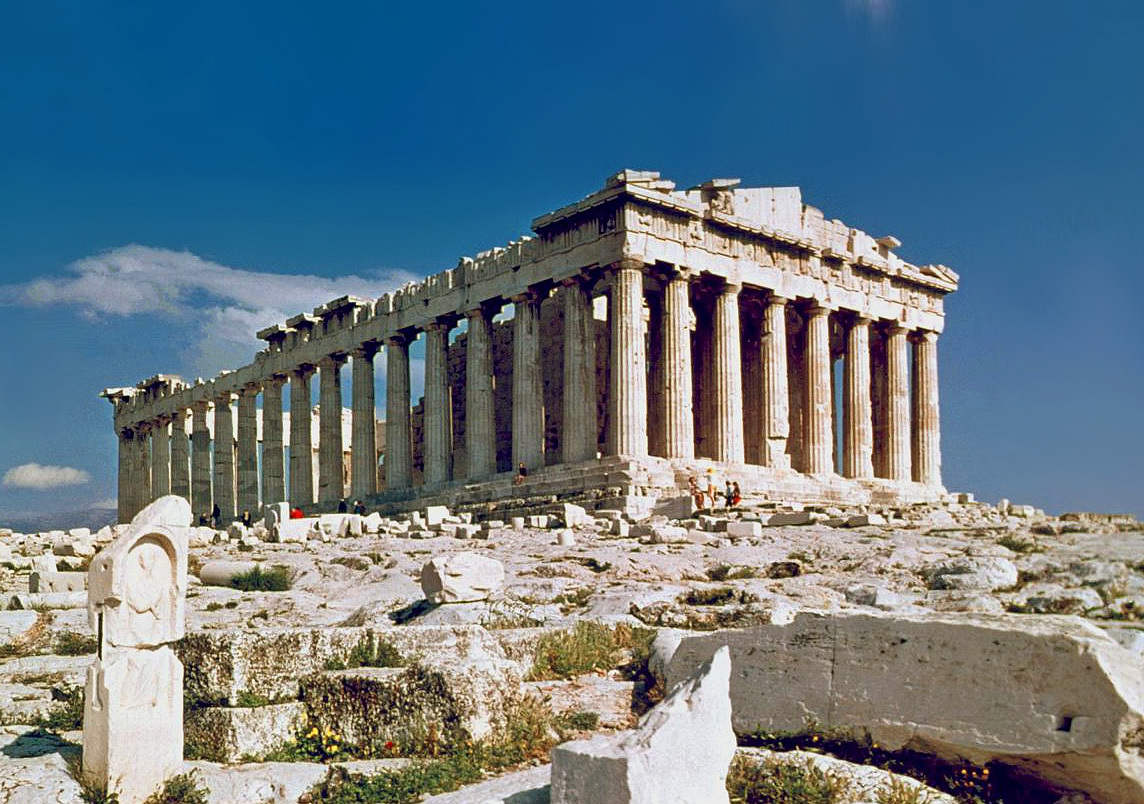
Le Parthénon vu du nord-ouest.
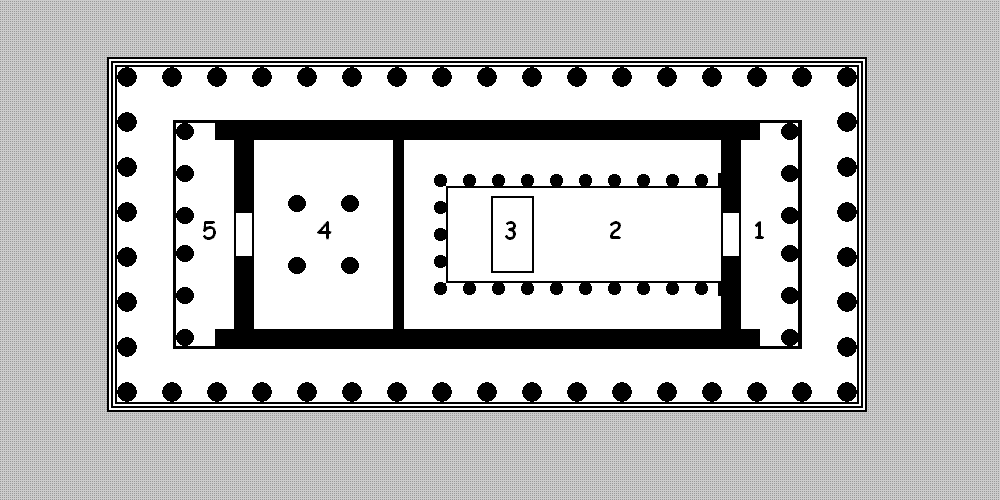
Plan du Parthénon : 1) Pronaos (côté est) 2) Naos hécatompédos néos (côté est) 3) Statue chryséléphantine d'Athéna Parthénos 4) Parthénon (salle des vierges, trésor) (côté ouest) 5) Opisthodome (côté ouest)
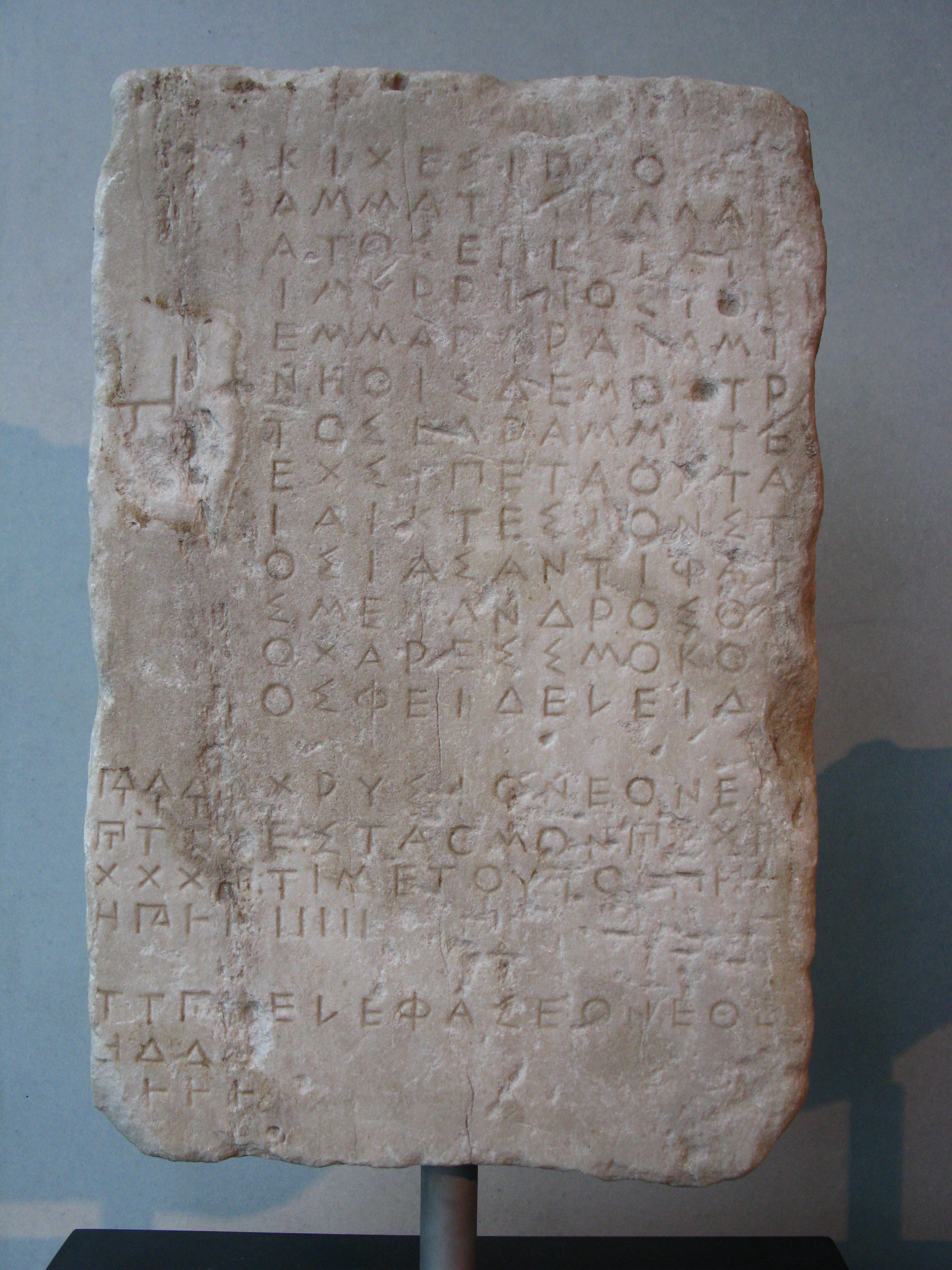
Fragment des comptes relatifs à la réalisation de la statue d'Athéna Parthénos. Musée de l'Acropole d'Athènes.

- Plan du Parthénon :
1) Pronaos (côté est)
2) Naos hécatompédos néos (côté est)
3) Statue chryséléphantine d'Athéna Parthénos
4) Parthénon (salle des vierges, trésor) (côté ouest)
5) Opisthodome (côté ouest)
- Fragment des comptes relatifs à la réalisation de la statue d'Athéna Parthénos. Musée de l'Acropole d'Athènes.

L'entrée de l'Acropole, à l'ouest, comprend une entrée monumentale, les Propylées, et sur son côté sud le temple dédié à Athéna Nikè, dont l'état actuel est achevé à la fin du Ve siècle av. J.-C.. Face aux Propylées se trouve une autre statue monumentale d'Athéna réalisée par Phidias, cette fois-ci en bronze et sous son aspect Promachos, érigée dans les années 450 pour commémorer la victoire face aux Perses.

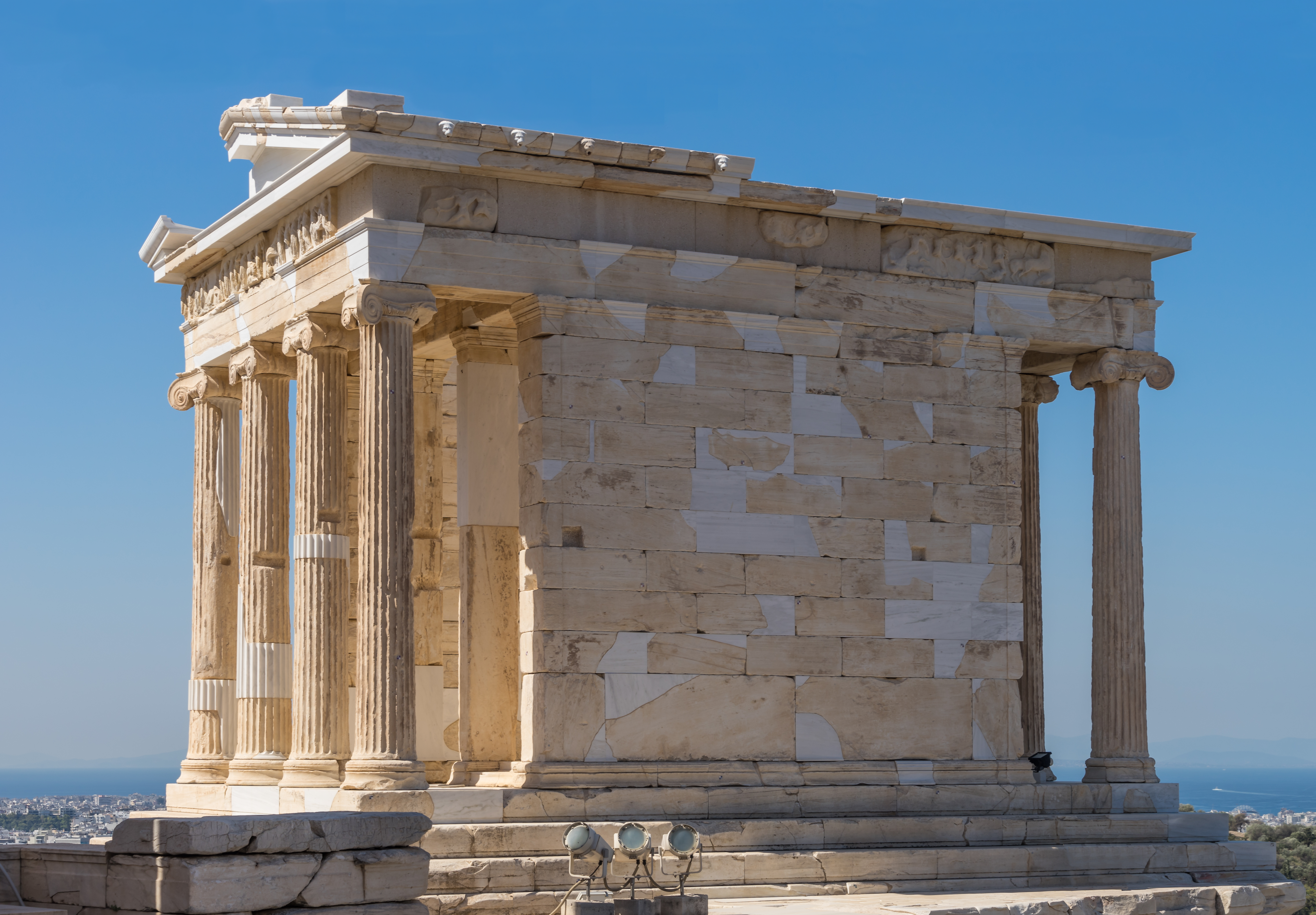
Le temple d'Athéna Nikè.

### Les fêtes pour Athéna
Les principales festivités pour Athéna sont les Panathénées, qui ont lieu à la fin du mois d'Hécatombéon, le premier de l'année athénienne (juillet-août). Il n'y a pas de consensus quant à savoir ce qu'elles commémorent : pour certains le grand rituel du 28 fêterait l'anniversaire de la déesse, pour d'autres il s'agirait d'une commémoration de sa victoire contre le Géant Astérion. On distingue les « Grandes » et les « Petites » Panathénées : les premières ont lieu tous les quatre ans et ont une dimension panhellénique, attirant des gens depuis toute la Grèce ; les secondes ont lieu les autres années, et ont une dimension locale. Les informations concernent surtout les Grandes Panathénées, les Petites ayant sans doute un déroulement similaire, mais moins spectaculaire. Les Panathénées sont marquées par des concours, qui ont probablement lieu durant les premiers jours des célébrations, et comprenant des compétitions athlétiques (certaines avec un aspect militaire marqué), équestres, nautiques, musicales et poétiques. Les vainqueurs reçoivent des amphores remplies d'huile d'olive, dites « panathénaïques », avec une représentation de la déesse dessus. La fête comprend aussi une célébration nocturne, une sorte de vigile à laquelle participent des jeunes hommes et des jeunes filles (pannychis). L'événement majeur est le grand sacrifice sur l'autel de la déesse situé sur l'Acropole, qui a lieu le 28 Hécatombéon et clôture sans doute le cycle de festivités. Elle est notamment connue par sa représentation sur la frise du Parthénon ou « frise des Panathénées ». Il est marqué par une grande procession partant du Céramique et rejoignant l'Acropole. C'est à ce moment que la statue de culte d'Athéna Polias (celle de l'Érechthéion) reçoit le péplos, tunique tissée durant l'année précédente par les deux jeunes filles nommées Arrhéphores ainsi que les tisserandes appelées Ergastines, représentant son combat lors de la Gigantomachie (on ne sait pas si ce rituel a lieu lors des Petites Panathénées). Le grand sacrifice est marqué par l'immolation de plusieurs dizaines de bovins (le nom du mois Hécatombéon fait référence à un sacrifice de cent bœufs), dont les restes sont redistribués à l'assistance et consommés dans un grand banquet collectif,.

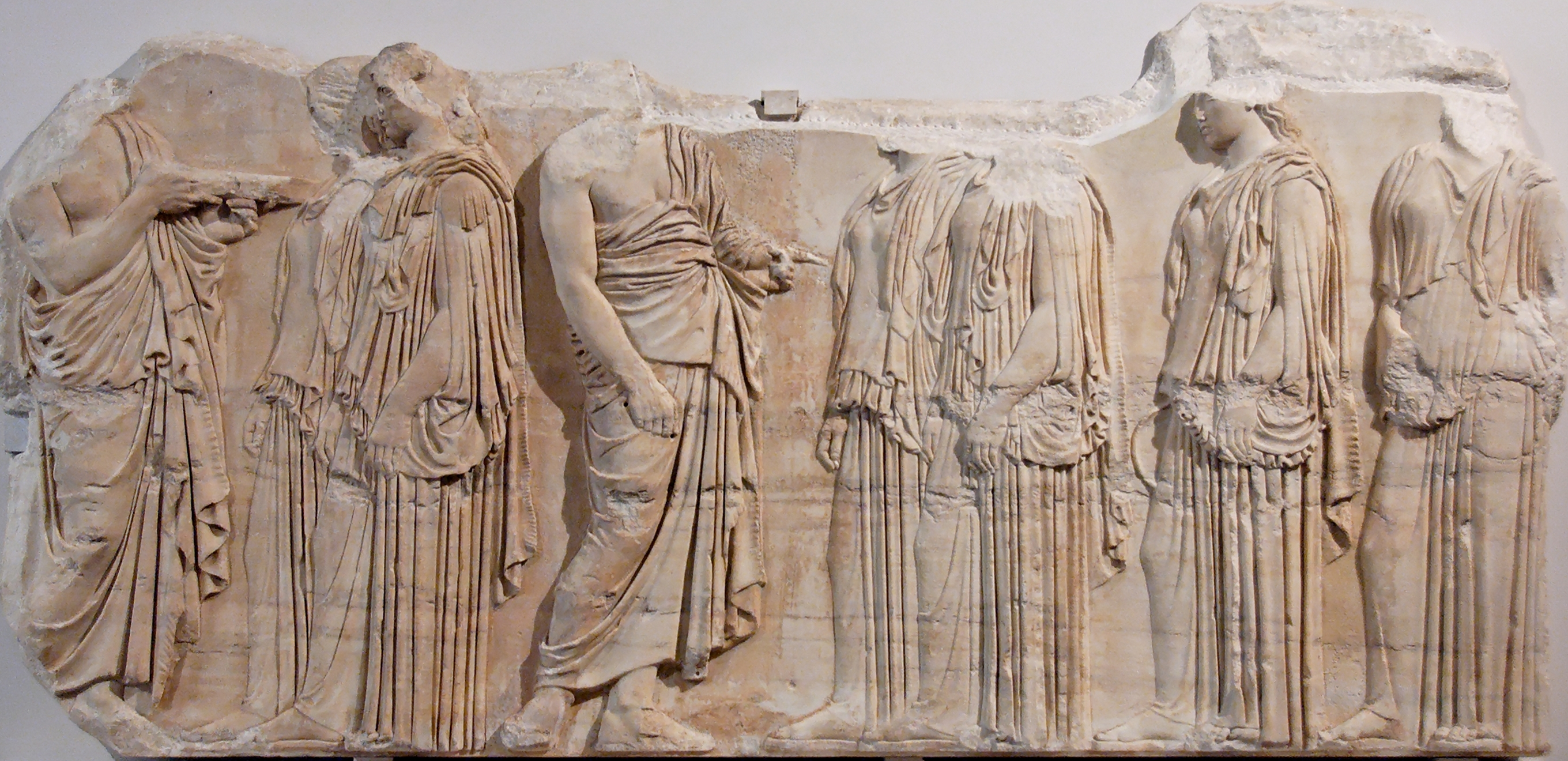
Les « Ergastines », frise des Panathénées. Musée du Louvre.
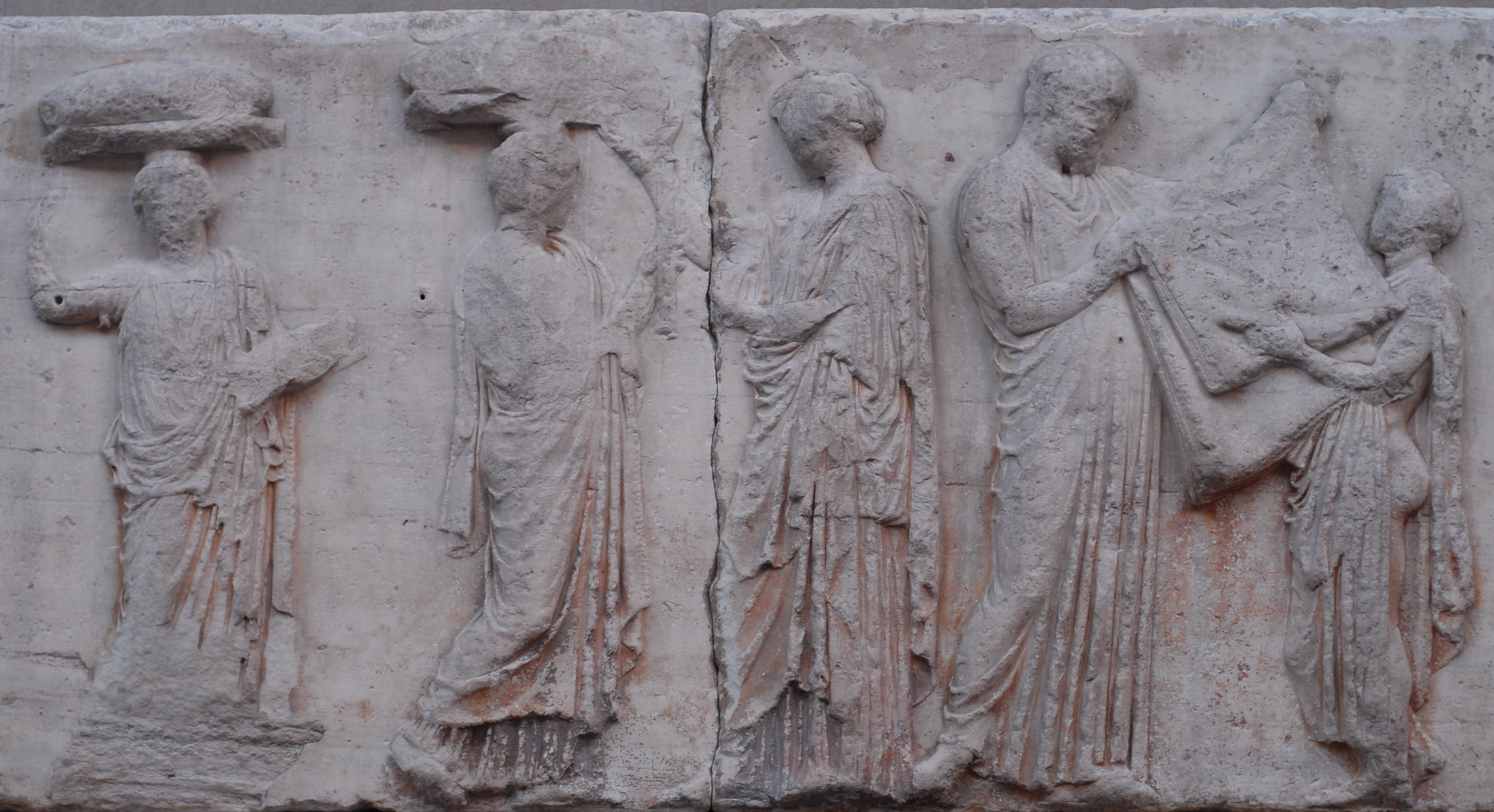
La remise du péplos, frise des Panathénées. British Museum.
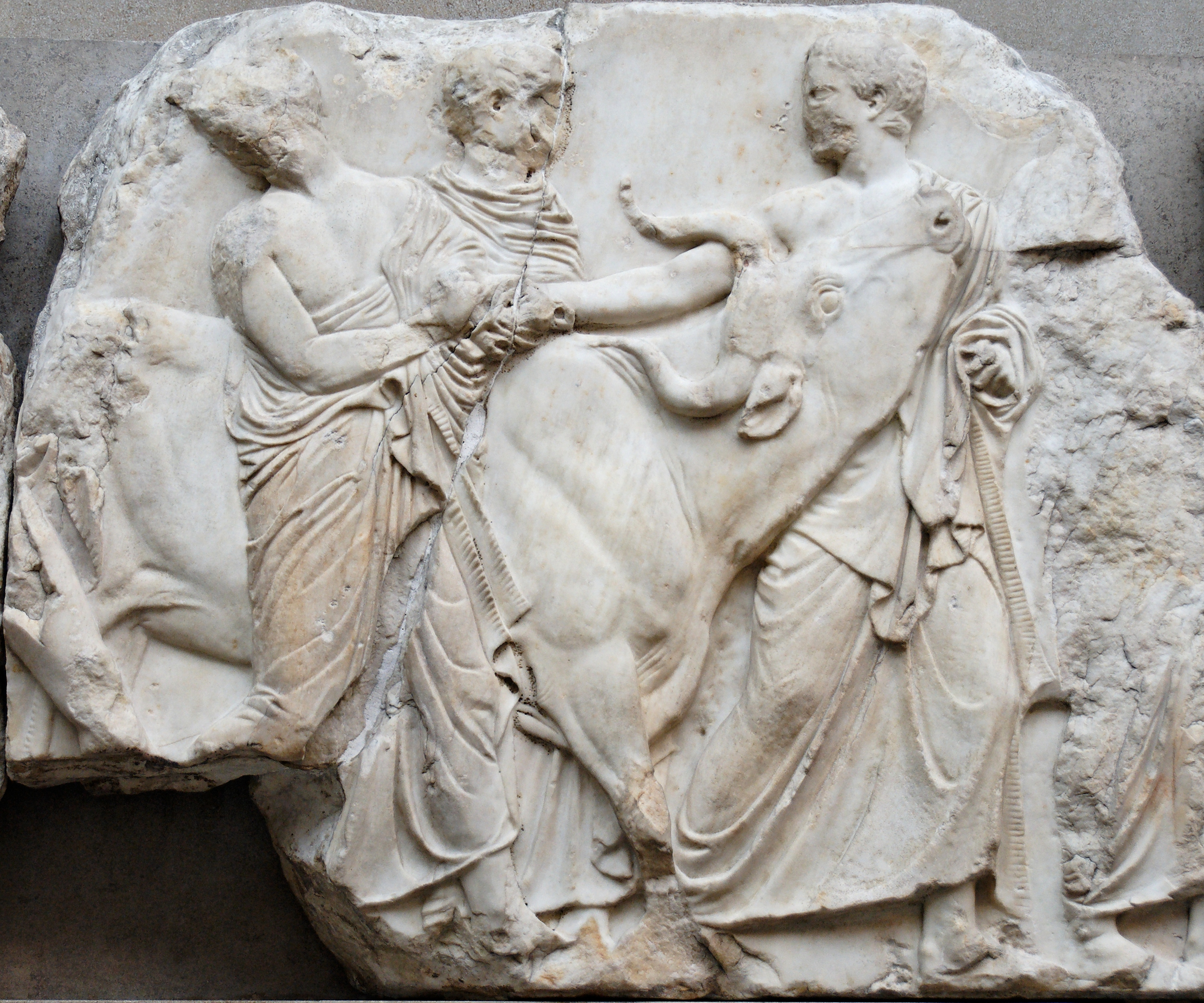
Génisse menée au sacrifice, frise des Panathénées. British Museum.

Amphore panathénaïque récompensant le vainqueur d'une course de chars des Panathénées : représentation de la déesse Athéna. Attribuée au Peintre de Marsyas, 340-339 av. J.-C. Getty Museum.
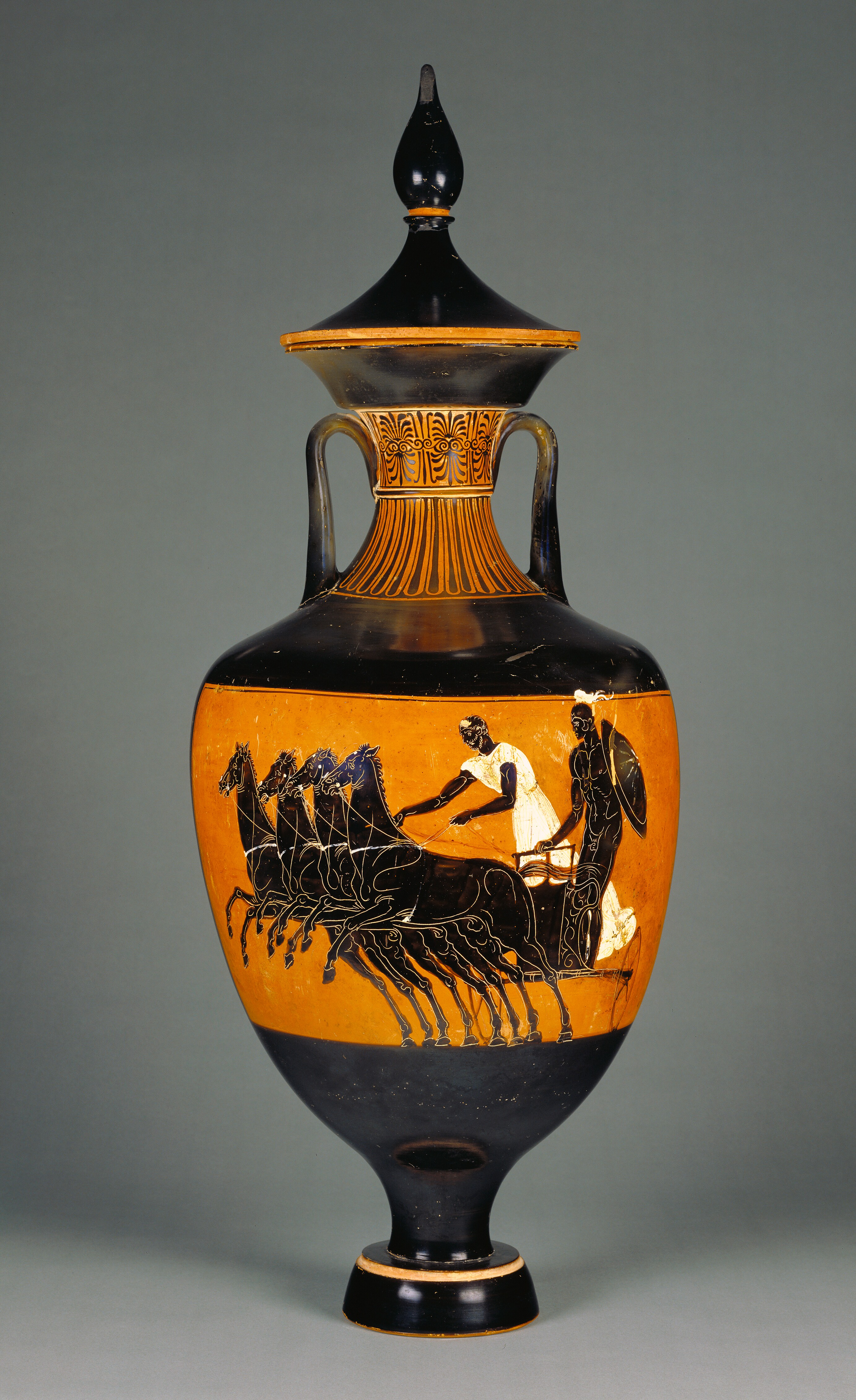
Autre côté de la précédente : représentation d'un quadrige, permettant d'identifier la nature de la compétition remportée.

D'autres fêtes majeures honorent Athéna et s'inscrivent plus largement dans un cycle festif se déroulant toute l'année, centré sur les Panathénées. Ainsi que le souligne R. Parker : « les Panathénées, pourrait-on dire, résumaient la déesse. Le péplos, tissé par les filles, apprenties d'Athéna Ergane, brodé du triomphe d'Athéna Niké, et présenté à Athéna de la Cité, était un symbole de Toutes les Athénas. Et cela créait des liens avec d'autres fêtes de la déesse à différents moments de l'année : avec les Chalkeia, au cours desquelles le tissage commençait rituellement, et avec les Arrephoria, au cours desquelles les filles qui entreprenaient le tissage débutaient leur service. » Les Arrhéphories (mois Scirophorion) dédiées à Athéna et Pandrose, semblent marquer le début du service des Arrhéphores, lors d'un rituel nocturne où elles se rendent depuis l'Acropole vers un temple d'Aphrodite,. Les Chalkeia, où elle est vénérée sous son aspect artisanal Ergane, aux côtés d'Héphaïstos, est donc sans doute avant tout une fête d'artisans. C'est à ce moment que le péplos commence à être mis à l'ouvrage. Au printemps, la fin du mois de Thargélion est marquée par deux rites de purification/nettoyage, sans doute en vue des Panathénées : les Kallynteria qui concernent le temple de la déesse (et associent également l'héroïne Aglaure), et les Plynteria consacrées à sa statue de culte,.
Athéna est également vénérée lors des Synoikia (ou Metoikia), commémorant le synœcisme d'Athènes (réunion de plusieurs communautés en une seule cité) accompli par Thésée. Elles ont lieu le 16 Hécatombéon et comprennent un sacrifice à Athéna Phratria et Zeus Phratrios. Ces deux divinités sont surtout vénérées lors des Apatouries, la fête des phratries (mois de Pyanepsion). Athéna Areia est également invoquée aux côtés d'autres divinités guerrières chaque année dans le serment des éphèbes.

### Athéna au quotidien
L'intervention d'Athéna dans la vie publique ne se limite pas à des fêtes, puisqu'en tant que garante des institutions civiques elle joue un rôle permanent dans la vie des phratries (Athéna Phratria), et elle dispose d'un autel à la Boulè (Athéna Boulaia), le Conseil, devant lequel chaque membre doit prier avant de siéger. Elle capte aussi des richesses par le biais de dons publics provenant d'amendes, de propriétés confisquées et du tribut de l'empire, pour la remercier d'avoir protéger la cité et qu'elle continue à le faire.
En dehors des cultes collectifs, le lien spécial entre Athéna et les Athéniens se retrouve dans les cultes et la piété des individus, puisqu'elle est plus que les autres divinités la destinataire d'offrandes visant à attirer ses faveurs, notamment les premiers fruits (aparchè). Elle se voit attribuer des pouvoirs qui dépassent les domaines qui lui sont généralement attribués ailleurs, s'étendant vers la santé, l'agriculture, la protection des enfants, leur éducation, le mariage, parce qu'elle est celle qui contribue plus que tout autre au bien-être de la cité et de ses membres. 
L'Acropole et ses pentes ont livré un important corpus d'inscriptions et d'objets votifs, pour une bonne part lié au culte d'Athéna, offrant un aperçu sur la dévotion « populaire » envers la déesse, en particulier aux Ve – IVe siècle av. J.-C.. En général, les inscriptions ne spécifient pas la raison du don, évoquant plutôt l'existence d'une relation de réciprocité avec dons/contre-dons (charis) qui leur permet de prospérer. Mais dans certains cas il est indiqué ou bien il peut se deviner à travers les mentions, notamment quand il s'agit de dons adressés par des artisans, qui ont pour interlocutrice privilégiée Athéna Ergane,,.

« Dame Athéna, Ménandre d'Aidilia, fils de Démétrios, te dédicaça cela en guise d'offrandes de prémices, remplissant (ainsi) son vœu, te retournant la faveur. Protège sa prospérité, fille de Zeus, en reconnaissance de cela. »

« Les travaux de ses mains habiles et de justes actes d’audace ont permis à Mélinna de nourrir les enfants nés de sa descendance ; c’est pourquoi, elle t’a consacré ce monument, ô déesse Erganè, avec les économies réalisées sur les sommes gagnées par son labeur, pour honorer les faveurs reçues de toi. »

Dans un cas atypique du milieu du IVe siècle av. J.-C., une femme nommée Meneia rapporte qu'elle avait eu une vision de l'« excellence » (arête) de la déesse, donc une manifestation (épiphanie) de la déesse, ce qui annonce l'émergence de formes plus personnelles de religiosité.

### Athéna dans le reste de l'Attique

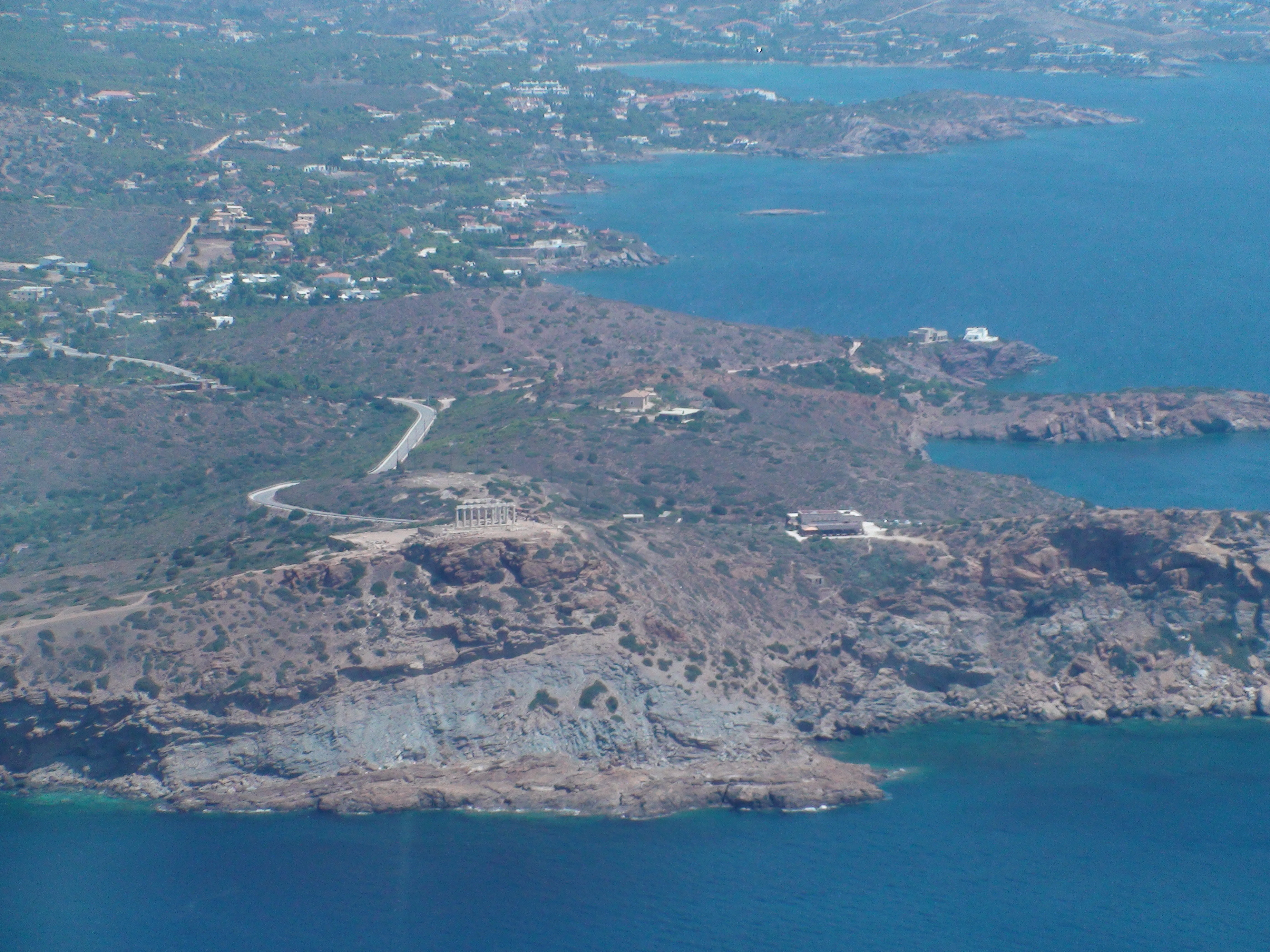
Le cap Sounion vu du sud, comprenant les sites du temple de Poséidon (en partie reconstitué, sur le point le plus haut) et d'Athéna (sur la colline juste au nord du précédent).

Plusieurs autres cultes impliquant Athéna ont lieu en dehors de la ville d'Athènes même, dans le reste du territoire de la cité athénienne, correspondant à la région nommée Attique. Ils sont connus par des attestations littéraires, et aussi des inscriptions. Ainsi, plusieurs calendriers des dèmes, les circonscriptions locales de la cité, font référence à des fêtes dédiées à la déesse.
Les Diisoteria, au mois de Scirophorion, comprennent des sacrifices et processions à Zeus Soter et Athéna Soteria, dans leurs lieux de culte localisés au Pirée, avec peut-être des rites aussi à Athènes et/ou une procession depuis Athènes.
Athéna reçoit aussi un culte lors de la fête des Skira, consacrée à Déméter et Korè, durant laquelle une procession partant depuis l'Acropole avec les prêtres d'Athéna et de Poséidon, pour rejoindre un site près de la localité de Skiros (entre Athènes et Éleusis). Une Athéna Skiras est connue, peut-être la variante locale de la déesse,. Athéna Skiras est surtout connue parce qu'elle dispose d'un sanctuaire ailleurs en Attique, dans le dème de Phalère, géré par le genos des Salaminioi, où se déroulent des fêtes appelées Oskhophoria,.
Dans le dème de Pallenè, un culte est consacré à un aspect local de la déesse, Athéna Pallenis, où se déroule chaque année une fête réunissant des convives venant de plusieurs dèmes voisins.
Le dème d'Acharnes dispose d'un prêtre d'Arès et d'Athéna Areia et on y vénère aussi Athéna Hippias selon Pausanias. L'aspect chevalin de la déesse reçoit également un culte à Colone, aux côtés de Poséidon Hippios.
Le cap Sounion, au sud-est de la cité, comprend un temple d'Athéna, à côté d'un temple dédié à Poséidon ; il est apparemment voisiné par un lieu de culte héroïque consacré à Phrontis, pilote du navire de Ménélas, ce qui semble l'associer aux techniques de navigation. Un surnom de la déesse, Zostéria, pourrait faire référence au cap Zoster, où Pausanias (I, 31, 1) mentionne un autel d'Athéna dans le sanctuaire local d'Apollon.

## Les cultes d'Athéna hors d'Athènes
Bien qu'elle soit plus spécialement liée à Athènes, Athéna n'est pas pour autant ignorée dans le reste du monde grec, loin de là. Les découvertes archéologiques et épigraphiques documentent sa présence dans plusieurs régions. La Description de la Grèce de Pausanias fournit des informations plus ou moins détaillées sur de nombreux lieux de culte de la déesse qu'il visite au milieu du IIe siècle de notre ère, notamment des descriptions des temples et des statues, ainsi que leurs récits de fondation. Si la déesse est souvent vénérée en tant que protectrice des cités, en certains endroits elle présente des aspects plus originaux, qui dévient de ses compétences habituelles et notamment de celles observées à Athènes.

### Grèce centrale

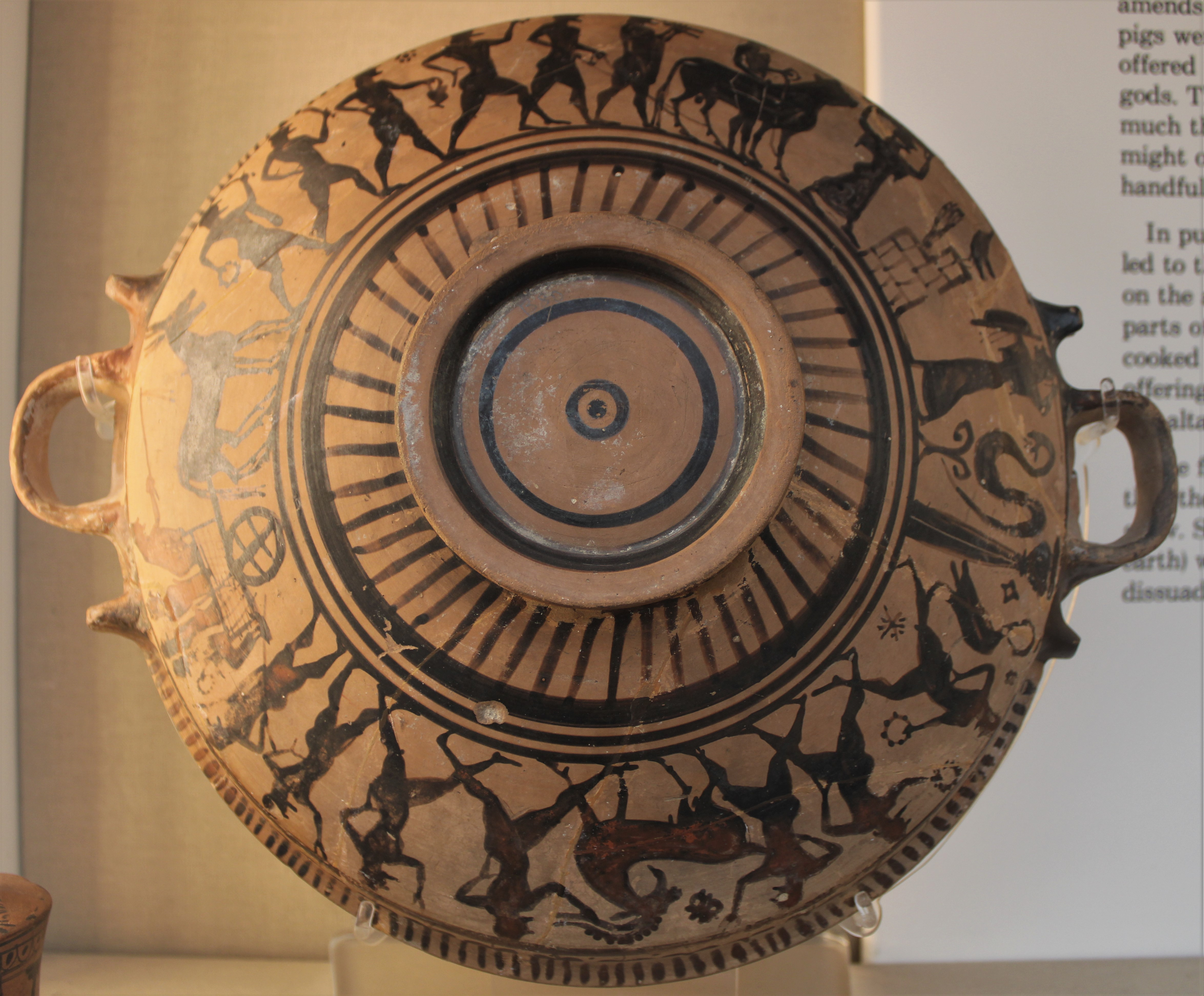
Lékané (bol) à figures noires béotien représentant une procession sacrificielle à Athéna : la déesse armée est figurée à droite, en Promachos, devant un autel ; une procession conduite par une prêtresse emmène un taureau sacrificiel, diverses offrandes, des musiciens, des danseurs. Milieu British Museum.

Le culte d'Athéna est important en Béotie, ou plusieurs de ses lieux de culte sont connus. Elle est ainsi vénérée sous l'épithète Itonia à Coronée (voir ci-dessous). Elle est la protectrice de la cité d'Alalcomènes sous l'épithète Alalkomenia attestée dès l’Iliade. Pausanias mentionne plusieurs de ses autres lieux de culte dont un pour Areia « d'Arès » à Platées (IX, 4, 1-2) et un pour Zostéria « du (cap) Zoster » ou « de la ceinture » à Thèbes (IX, 17, 3).

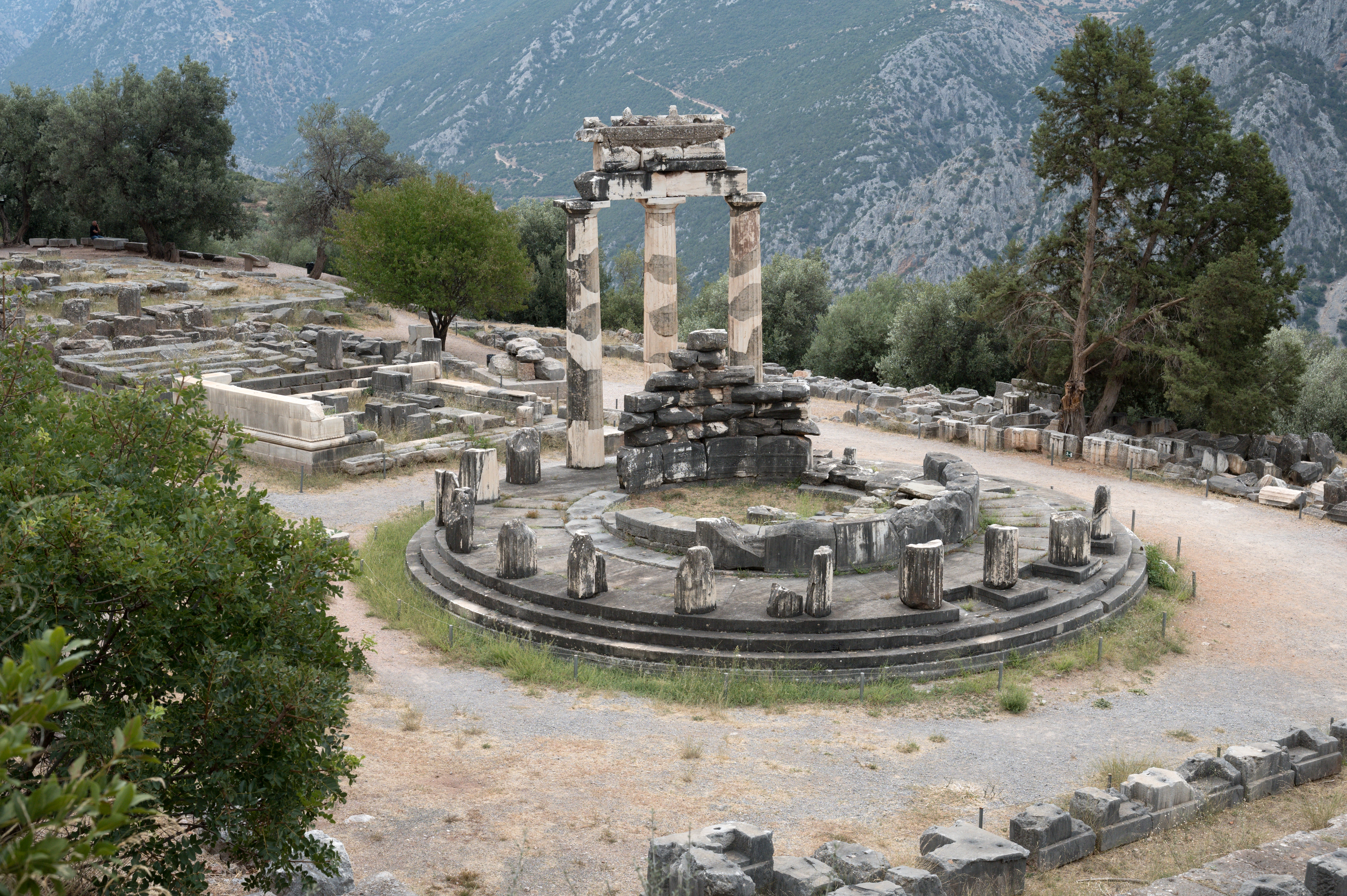
La terrasse de Marmaria à Delphes, avec les ruines du temple d'Athéna au second plan.

Dans la Phocide voisine, elle dispose d'un temple à Delphes sur le site de Marmaria, sous l'épithète Pronaia ou Pronoia (sens débattu : « devant le temple/du parvis » ou « de la providence »), situé devant le temple d'Apollon. Cela renvoie peut-être au rôle protecteur qu'aurait eu la déesse lors de la naissance de ce dieu (et donc à un possible rôle dans l'accouchement ?). On révère aussi à Delphes Athéna sous les aspects Zostéria et Ergane,.
Parmi les lieux de culte d'Athéna mentionnés par Pausanias dans le reste de la Phocide, il décrit celui de Tithoréa qui comprend un bois sacré (X, 32, 10), et plus longuement celui d'Athéna Cranaia « rocailleuse » situé en périphérie d'Élatée (X, 34, 7-8). Il est érigé sur une colline, dont le prêtre est choisi parmi des enfants prépubères pour exercer sa charge pendant cinq années, avant sa puberté, durant lesquelles il réside dans le sanctuaire et prend des bains rituels.

### Athéna Itonia
En Béotie et en Thessalie, Athéna dispose d'un culte important sous l'épithète Itonia. Elle aurait pour origine Itonos, située en Achaïe Phthiotide par le Catalogue des vaisseaux de l’Iliade d'Homère ainsi que Strabon. Mais aucune trace de ce sanctuaire n'a été retrouvée, bien qu'il soit mentionné dans des inscriptions hellénistiques provenant de Thessalie et qu'un mois au nom de la déesse soit connu en Achaïe Phthiotide. Les Thessaliens la vénèrent plutôt dans un autre sanctuaire, dans leur propre pays sur le site actuel de Philia, en plus d'autres lieux de culte secondaires. Son autre lieu de culte majeur est situé à Coronée en Béotie, région où elle dispose aussi de lieux de culte secondaires. Les origines de cette divinité restent obscures, à chercher en Thessalie selon G. Lalonde. En tout cas elle semble ancienne et est surtout vénérée en Thessalie et en Béotie où elle a acquis un statut de divinité « fédérale » pour leurs confédérations régionales respectives. Son culte s'est par la suite implanté en Attique, puis à l'époque hellénistique en Locride, sur les îles d'Amorgos (où elle apparaît dans des inscriptions en rapport avec ses fêtes, les Itonia) et de Cos, et jusqu'à Tauromeneion en Sicile,.
Le site de Philia en Thessalie a fait l'objet de fouilles qui attestent de l'ancienneté du sanctuaire locale d'Itonia. Des offrandes datées de l'époque géométrique moyenne et récente (v. VIIIe siècle av. J.-C.) attestent de l'existence d'un culte sans doute déjà important à ces époques. Il se dote d'une architecture monumentale à compter du Ve siècle av. J.-C., qui s'étoffe par la suite avec l'ajout d'un bâtiment à colonnades à l'époque hellénistique et de nombreux monuments votifs à l'époque romaine. Ce sanctuaire joue un rôle régional/fédéral pour les Thessaliens et leur fédération (koinon), peut-être dès l'époque archaïque, mais surtout documenté pour l'époque hellénistique : l'organisation y fait inscrire des décrets, représente la déesse sur son monnayage, lui offre des sacrifices, octroie des honneurs lors de sa grande fête, et reçoit des ambassadeurs dans le sanctuaire.
Le sanctuaire d'Athéna Itonia à Coronée est de la même manière un des lieux de rassemblement de la confédération béotienne, avec celui d'une autre Athéna, celle d'Alalcomènes, ainsi que Poséidon d'Onchestos. Sa principale fête, les Panboiotia, accompagnées de concours opposant des équipes représentant chacun des membres de la confédération, ont un aspect « national » pour les Béotiens. La déesse y a apparemment un aspect martial prononcé ; le poète Alcée de Mytilène (VIIe siècle av. J.-C.) l'appelle Polemadokos,.

### Sparte
La rivalité entre Athènes et Sparte n'a pas empêché à la déesse athénienne par excellence d'avoir un lieu de culte majeur sur l'acropole spartiate, où elle est connue sous deux épithètes : Poliouchos, répandu pour indiquer son rôle de protectrice des cités, et le plus original Chalkioikos « de la demeure de bronze ». On ne sait pas à quoi fait référence cette dernière : il pourrait s'agit de la statue de bronze que Pausanias y mentionne ; des plaques de bronze ornées de thèmes mythologiques également mentionnées par Pausanias ; ou bien de son rôle de patronne de l'artisanat métallurgique. Polybe (IV, 35, 2-4) raconte que s'y déroule un rite durant lequel des soldats en armes paradent devant l'autel de la déesse, avant un sacrifice accompli par les éphores. C'est aussi un lieu d'asile, où en 467 av. J.-C. le général Pausanias se réfugie pour éviter d'être mis à mort, mais y meurt de faim après avoir été enfermé à l'intérieur. On trouve à Sparte comme à Athènes des tandems politiques Athéna-Zeus pour l'agora (Agoraia/Agoraios) et le Conseil (Amboulia/Amboulios). Il s'agit donc des fonctions classiques de la déesse, protectrice de la cité, guerrière, impliquée dans l'éducation des jeunes hommes, également garante de l'hospitalité puisqu'elle est aussi vénérée conjointement à Zeus sous l'épithète Xenia, assurant la protection des étrangers. Les fouilles du temple, daté du VIe siècle av. J.-C., ont aussi livré de nombreuses cloches en terre cuite et en bronze, objet atypique pour un temple d'Athéna, dont la signification reste à expliquer. Le sanctuaire d'Athéna Chakioikos est attesté jusqu'au IVe siècle, quand il est détruit par des Chrétiens selon ce que rapporte une lettre du rhéteur Libanios,,.
D'autres lieux de cultes spartiates d'Athéna mentionnés par Pausanias renvoient à son rôle de « déesse de la proximité », soutien des héros : Athéna Keleutheia « des routes/voyages », liée une victoire d'Ulysse à la course contre les prétendants de Pénélope, après laquelle le héros aurait fondé le sanctuaire (III, 12, 4) ; Athéna Axiopoinos « de la vengeance juste », associée à Héraclès, dans un lieu de culte établi par celui-ci après qu'il a exercé sa vengeance contre son cousin Hippocoon et ses fils (III, 15, 6) ; un autre sanctuaire d'Athéna aurait été fondé par Théras, avant qu'il ne parte coloniser Théra (III, 15, 6),.

### Argolide

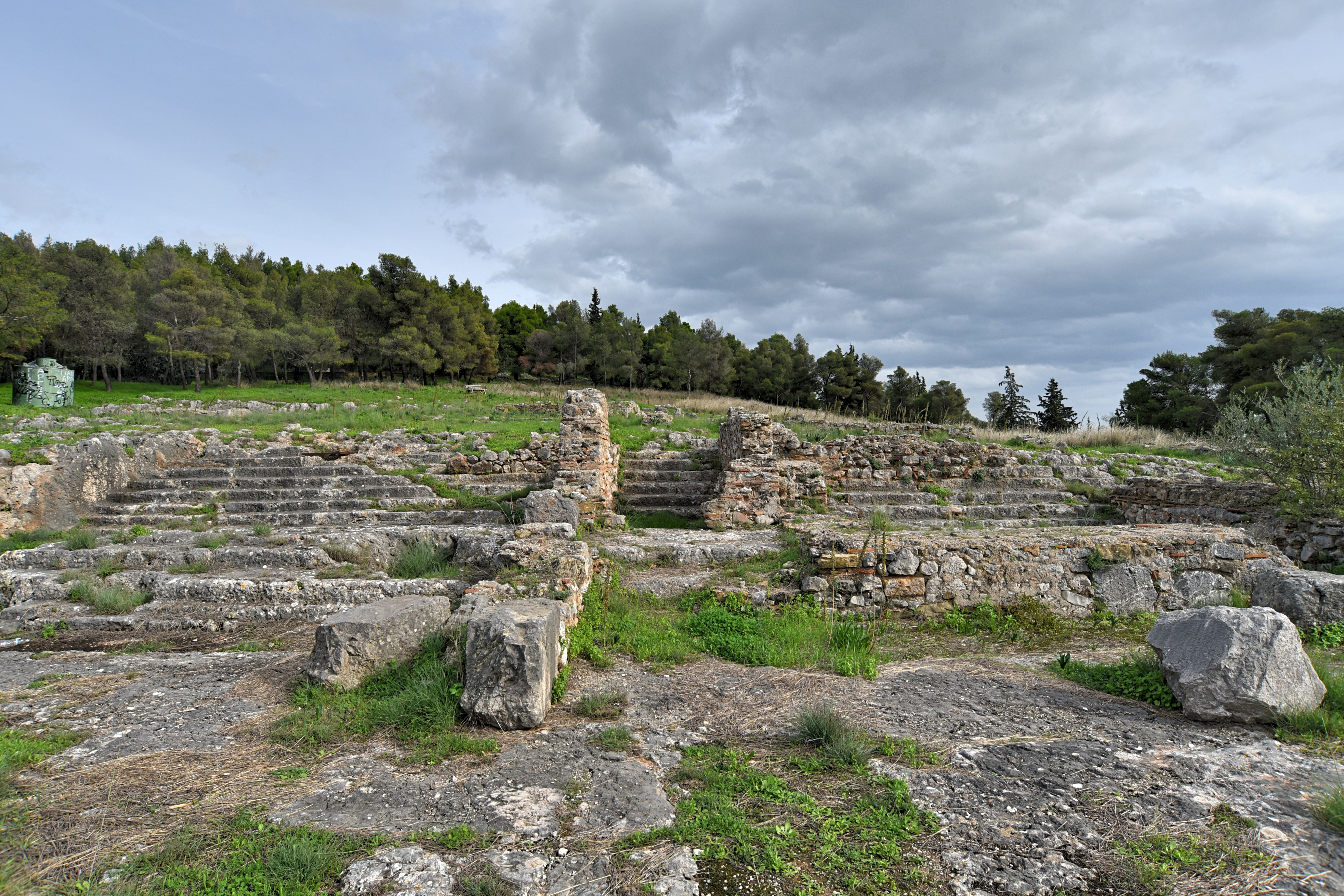
Emplacement des anciens temples d'Athéna Oxyderkès et d'Apollon Deiradiotès à Argos.

Argos dispose de lieux de culte dédiés à Athéna sur ses deux acropoles : une Athéna Polias sur l'acropole principale de Larisa ; une plus originale Athéna Oxyderkès « à la vue perçante », à côté d'un temple d'Apollon sur la colline d'Aspis, qui aurait été fondé par Diomède pour la remercier d'avoir enlevé les nuages qui obscurcissaient sa vue lorsqu'il combattait à Troie (Pausanias, II, 24, 2-3). Le même Diomède aurait rapporté à Argos le Palladion, effigie protectrice dérobée à Troie, transférant ainsi sur sa cité la protection de la déesse. L’Hymne au bain de Pallas du poète Callimaque de Cyrène (IIIe siècle av. J.-C.) a pour contexte le bain purificatoire que des jeunes femmes d'Argos font prendre à une statue d'Athéna (le Palladion ?), dans la rivière Inachos, où elle est conduite en procession, sur le bouclier de Diomède. Le poète développe divers thèmes relatifs à la déesse, comme le fait que les hommes ne doivent pas la voir nue (en rappelant l'aveuglement de Tirésias) et son épiphanie. Callimaque s'inspire probablement d'un rituel d'Argos, mais il reste difficile de savoir dans quelle mesure on peut se fier à ce texte poétique pour reconstituer son déroulement,.

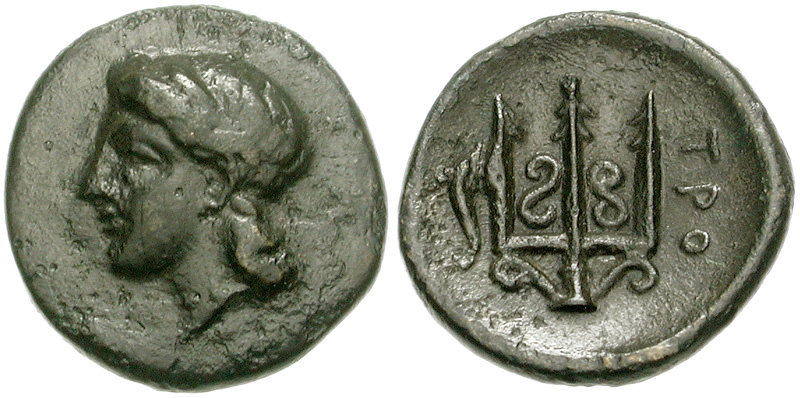
Pièce de bronze de Trézène où l'avers montre Athéna et le revers le trident de Poséidon (v. 325/300 av. J.-C.).

Une autre cité d'Argolide où la présence d'Athéna est forte est Trézène. Pausanias (II, 30, 6) rapporte que, comme à Athènes, Poséidon dispute à Athéna la protection de la cité. Cette fois-ci il n'y a pas de vainqueur : Zeus décide que les deux doivent patronner la cité conjointement. En conséquence, Athéna est connue sur l'acropole avec les épithètes de Polias et de Sthennias « forte », tandis que Poséidon y reçoit celle de Basileus « Roi ». Les monnaies locales font figurer Athéna côté face, et le trident de Poséidon côté pile,

### Athéna Aléa
En Arcadie, Athéna dispose d'un culte majeur sous l'épiclèse Aléa, dont le principal sanctuaire se trouve sur le territoire de la cité de Tégée. Il est documenté en particulier par la longue description qu'en donne Pausanias (VIII, 45,4 à 47,4) et les fouilles archéologiques qui y ont eu lieu. L’épithète Aléa peut s'interpréter de différentes manières, pas forcément exclusives les unes des autres : une référence au lieu appelé Aléa, où se trouve un de ses sanctuaires selon Pausanias (VIII, 23, 1) et où les troupeaux destinés aux sacrifices de la déesse vont paître selon une inscription du IVe siècle av. J.-C., ou bien au héros Aléos qui l'aurait fondé selon le même (mais il s'agit probablement d'une légende tardive), ou encore comme le nom d'une ancienne divinité locale qu'Athéna aurait « absorbé » sans jamais complètement l'assimiler. De fait, la déesse est appelée Athéna Aléa mais aussi Aléa Athéna. Sa nature est également discutée, puisqu'elle semble présenter des aspects inhabituels chez Athéna, peut-être dans l'asile (Aléa pourrait signifier quelque chose comme « lieu de refuge »), ou bien la fertilité, semblable à Déméter, selon S. Deacy.
Quoi qu'il en soit, son temple de Tégée est selon Pausanias l'un des plus importants temples du Péloponnèse à l'époque romaine. Il a été reconstruit après un incendie au début du IVe siècle av. J.-C., dont le maître d’œuvre est Scopas, l'une des principales figures de l'art et de l'architecture de l'époque classique. La statue de culte, en ivoire et attribuée à Endoios, aurait été emportée par Auguste pour être exposée sur le forum de Rome, et remplacée par une ancienne statue d'Athéna Hippia apportée depuis la localité voisine de Manthourée. Elle est jouxtée par deux statues faites par Scopas, représentant les divinités médicales Asclépios et Hygie. Des concours ont lieu dans un stade voisin, appelés Aléaia du nom de la déesse, et Alotia parce qu'ils commémorent la capture de Spartiates par les Tégéates lors d'un conflit qu'ils ont remporté au milieu du VIe siècle av. J.-C. Le temple contient d'ailleurs les entraves que portaient ces prisonniers spartiates lorsqu'ils réalisaient des travaux forcés pour Tégée. Les fouilles archéologiques du sanctuaire, dont l'activité remonte au moins à 900 av. J.-C. ont livré un important matériel votif, comprenant des fragments de statues, dont certaines sont potentiellement de la main de Scopas, ainsi que des objets en métal, de la joaillerie, des ivoires, parmi lesquels certains renvoient à la fertilité (des pendentifs en forme de grenade), à la vie féminine (pesons, bijoux) et à la guerre (des boucliers miniatures).

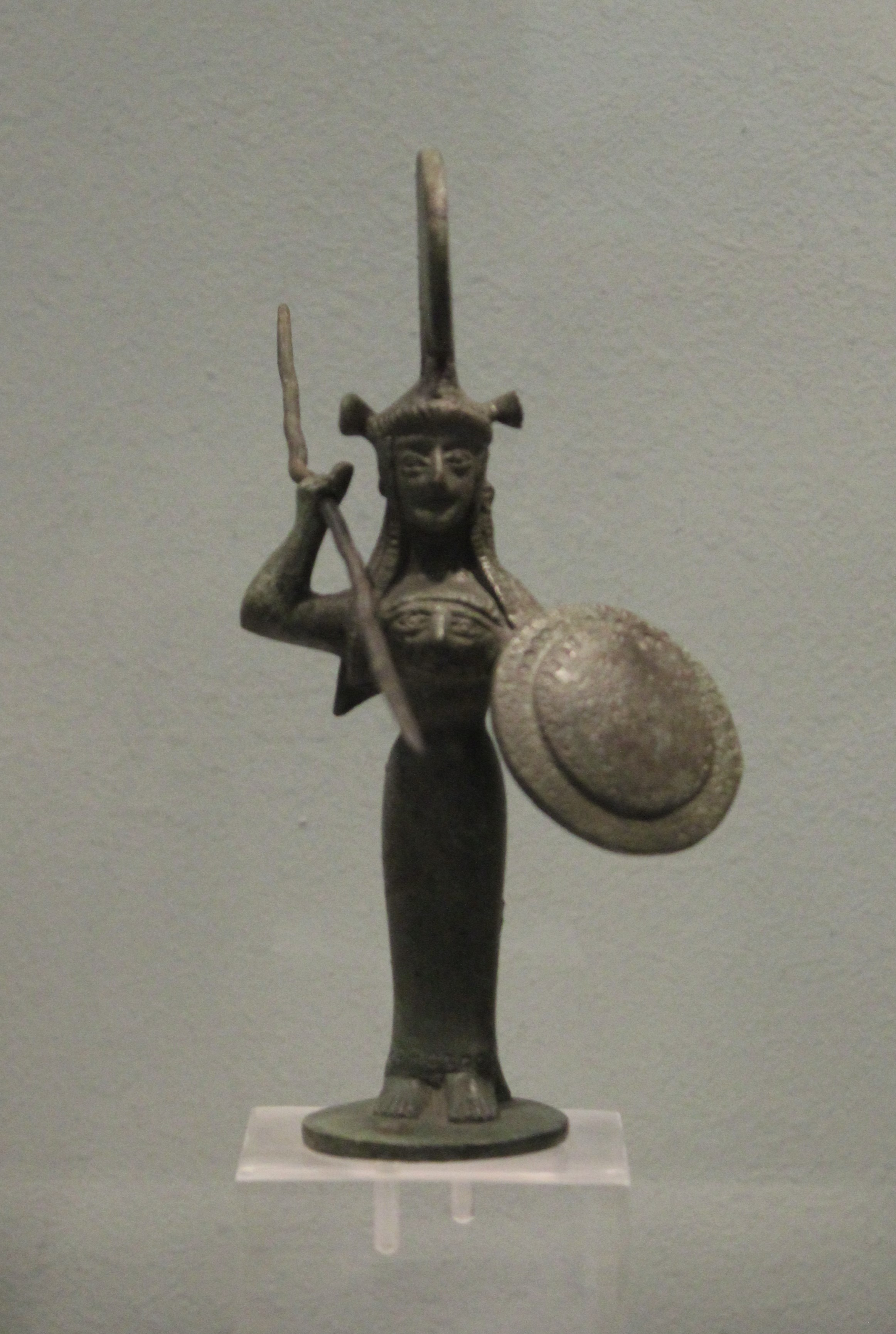
Figurine en bronze représentant Athéna, v. 550 av. J.-C., mise au jour dans le temple de Tégée. Musée national archéologique d'Athènes.
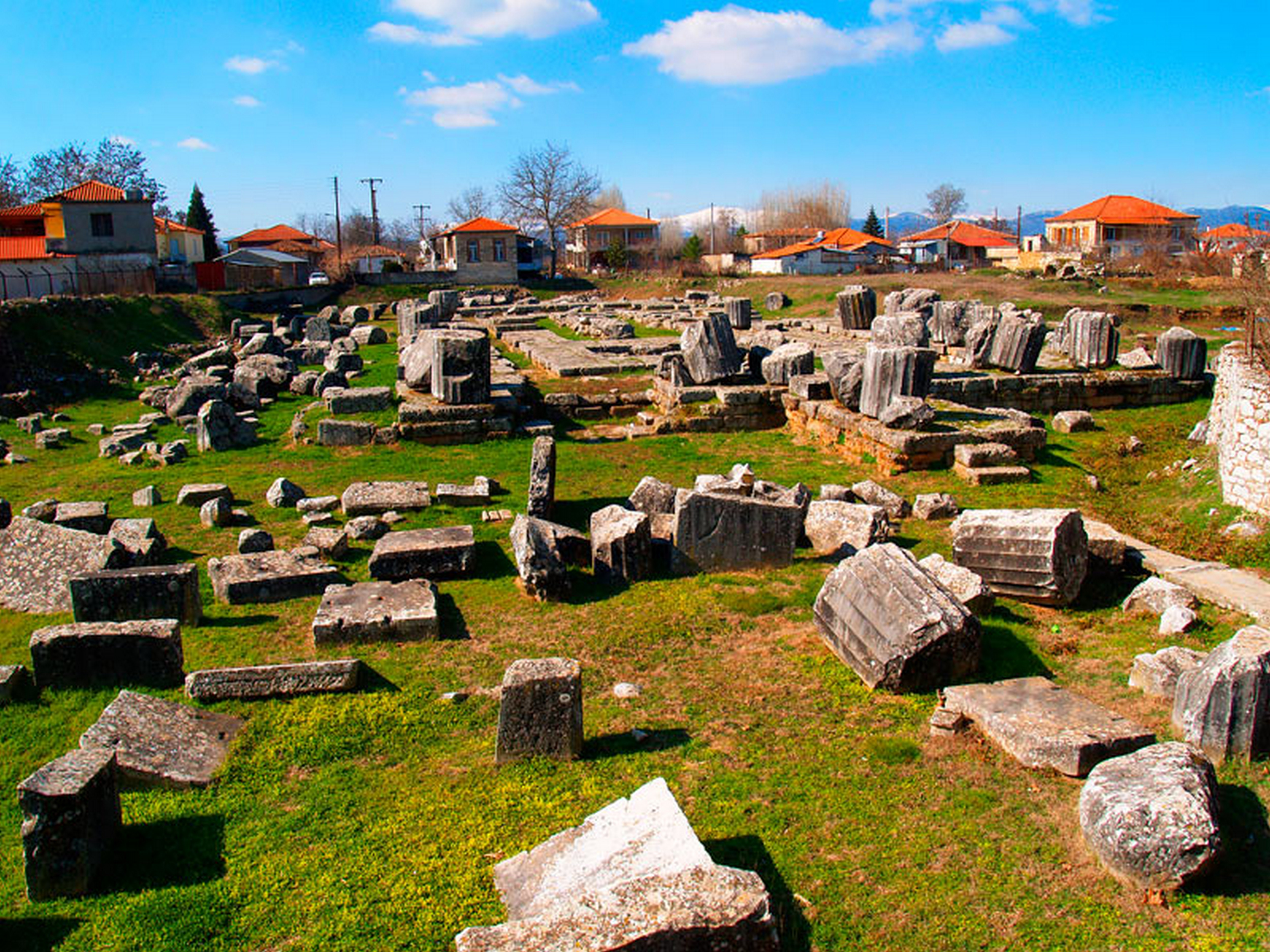
Ruines du temple d'Athéna Aléa à Tégée.
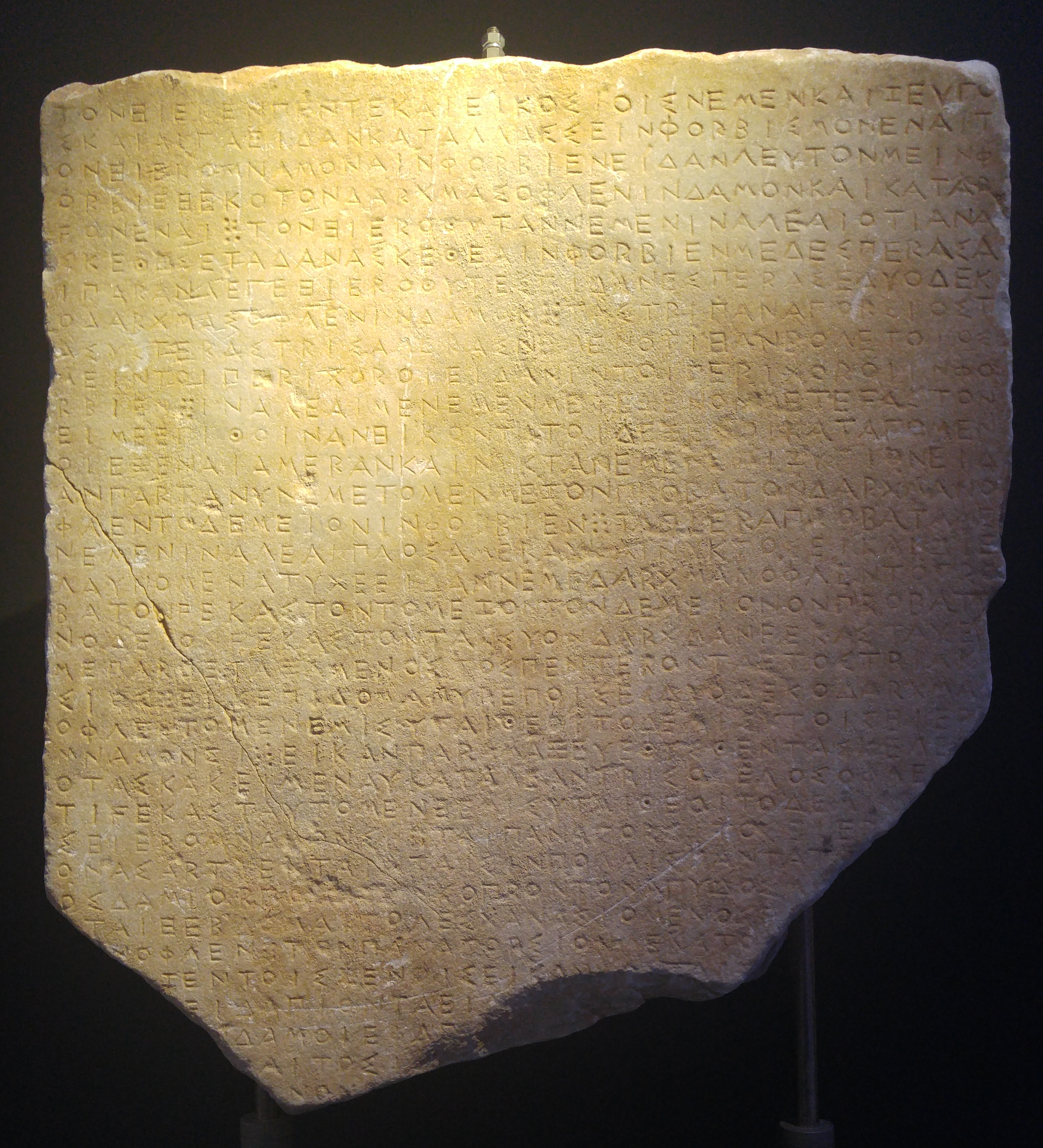
« Loi sacrée » relative aux troupeaux du temple à Aléa.

Pausanias rapporte également la présence à Tégée d'un sanctuaire d'Athéna Poliatis (III, 47, 5), sous son rôle habituel de protectrice de la cité. Il évoque aussi des sanctuaires d'Athéna Aléa à Mantinée en Arcadie (VIII, 9, 6), et en Laconie entre Sparte et Thérapné (III, 19, 7), signe de la popularité de cet aspect de la déesse dans le Péloponnèse,.

### Reste du Péloponnèse
Un sanctuaire consacré à Athéna Polias a été fouillé à Stymphale, au nord-est de l'Arcadie. Il est logiquement situé sur l'acropole. Parmi les trouvailles les plus notables se trouvent des stèles aniconiques disposées dans le naos du temple, où se trouve normalement la statue de culte, ce qui pourrait indiquer que la déesse n'y était pas vénérée sous forme humaine (anthropomorphe). La présence de pesons ainsi qu'une inscription mentionnant des personnes portant le titre de petamnyphanterai faisant référence au tissage d'une étoffe pourraient renvoyer à un rituel similaire au tissage du péplos à Athènes. Les fouilleurs du site ont également proposé que l'aspect local de la déesse ait une fonction de « Kourotrophe », protectrice des jeunes filles et garçons.
À Corinthe, Athéna est vénérée sous le nom Hellotis, notamment lors d'un festival aux flambeaux et des concours appelés Hellotia évoqués dans la 13e Olympique de Pindare. On y trouve aussi un aspect hippique de la déesse appelé Chalinitis « au mors » ou « au frein »,.

### Asie Mineure

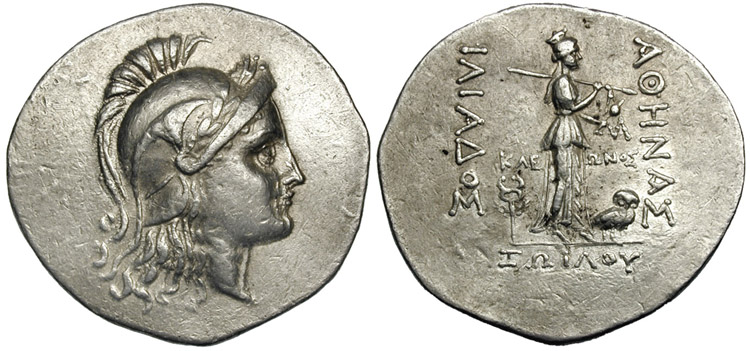
Tétradrachme d'argent du koinon d'Athéna Ilias, frappée vers 165–150 avJC La tête de la déesse est représentée sur l'avers, sa statue de culte au revers, la représentant en armes accompagnée d'une chouette et d'un caducée.

Dans l'Iliade, Homère mentionne la présence d'un important sanctuaire d'Athéna à Troie, ainsi que celle de son Palladion protégeant la cité jusqu'à son vol par Diomède et Ulysse. Aux époques historiques, se trouve en tout cas un temple majeur dédié à l'Athéna troyenne (Athéna Ilias), situé dans la nouvelle Ilion, auquel sont envoyées les « Vierges locriennes » évoquées plus haut. Le temple alors fonctionne en tant que « lieu de mémoire » de la mythique Guerre de Troie, ce qui joue sans doute dans sa popularité. Hérodote (VII, 43) mentionne que même le roi perse Xerxès lui aurait sacrifié un millier de bovins lorsqu'il passe dans la région en 480. Aux époques hellénistique et romaine, son culte est géré par une association religieuse regroupant des cités de la région, qui joue aussi un rôle politique (koinon). Les inscriptions antiques indiquent qu'elle dispose de nombreuses terres servant à financer cette organisation, notamment pour la tenue de Grandes Panathénées troyennes avec leurs concours,,.

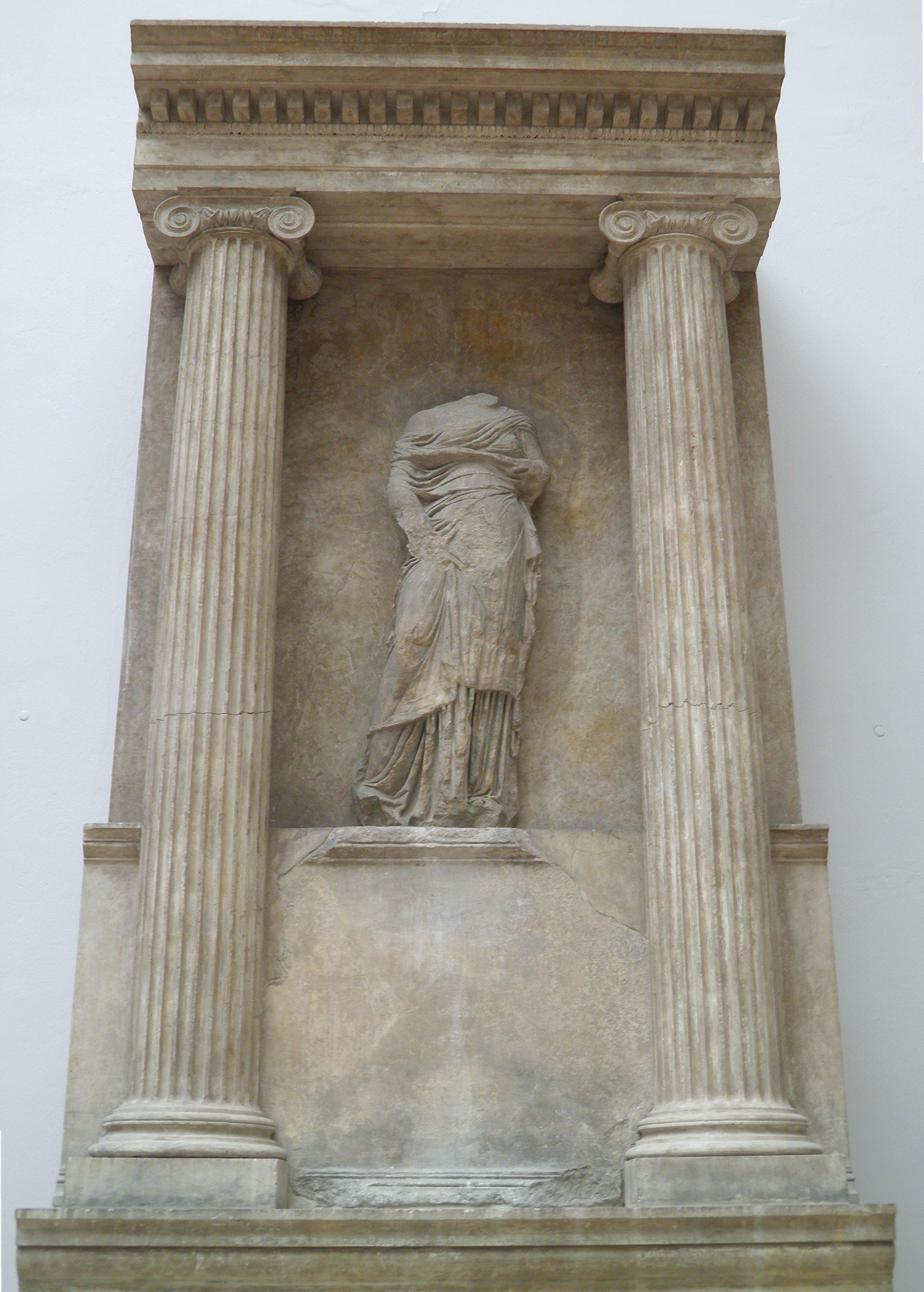
Autel d'Athéna Polias de Priène. Pergamon Museum.

En Ionie, le culte d'Athéna est attesté dans plusieurs cités en tant que protectrices des cités est citadelles. Elle dispose d'un temple à Milet, érigé au VIIe siècle av. J.-C. dans un district commercial, qui a été reconstruit à plusieurs reprises durant les siècles suivants, dont les fouilles ont livré un important matériel votif. Érythrées dispose d'un sanctuaire à Athéna au moins dès le VIIIe siècle av. J.-C. Au milieu du IIe siècle de notre ère, Pausanias (VII, 5, 9) y mentionne la présence d'une statue en bois de la déesse, assise et tenant une quenouille. Dans le Vieux Smyrne, la construction du sanctuaire de la déesse remonte au début du VIIe siècle av. J.-C. et à la prise de la cité par des Ioniens venus de Colophon. Il est rapidement agrandi, et a lui aussi fourni un important matériel archéologique témoignant de sa popularité sur la durée, malgré son sac et son pillage par le roi lydien Alyatte autour de 600 av. J.-C. Sur l'île de Chios, le sanctuaire d'Athéna est situé sur la citadelle d'Emporio, jouxtant au VIIIe siècle av. J.-C. la résidence du dirigeant local. Il conserve cet emplacement par la suite, quand l'agglomération se développe plus loin autour d'un port. Des Athéna poliades se trouvent également à Priène, Phocée, Éphèse, Téos, Colophon et Clazomènes.
Athéna se diffuse aussi chez les peuples d'Anatolie vivant au contact des cités grecques dans la seconde moitié du Ier millénaire av. J.-C. et dans les premiers siècles de notre ère. Dans ces contextes non-grecs mais sous influence grecque, il est souvent difficile de déterminer dans quelle mesure le transfert de son nom et de son image renvoient véritablement à un transfert du culte de la déesse ou bien font référence à une déesse indigène qui reprend des traits d'Athéna, comme Maliya en Lycie. Des monnaies des dynasties hellénisées de Lycie, Bythinie et Cappadoce, ainsi que de communautés de Phrygie font figurer la déesse sous ses apparences habituelles, mais c'est beaucoup moins le cas dans d'autres contrées comme la Lydie. Au-delà des monnayages, les traces d'un culte d'Athéna sont limitées et inégalement réparties selon les régions, alors que la documentation épigraphique sur les divinités vénérées ne manque pas forcément. Elle est couramment attestée en Cilicie, avec un nom et une iconographie classiques, mais des pratiques cultuelles qui relèvent plutôt des habitudes locales. En « Cilicie âpre », où elle apparaît notamment en tant qu'Athéna Oréia « de la montagne », la déesse est vénérée dans des grottes.

### Rhodes
Sur l'île de Rhodes, Athéna est vénérée sous les aspects Nikè, Sôteira, Patrôia, Ph(r)atria ou encore Apotropaia renvoyant à ses fonctions de protection des cités et de leurs institutions. Son lieu de culte le plus important est situé dans la ville de Lindos, où elle est connue comme Athéna Lindia et dispose d'un sanctuaire sur l'acropole. Une inscription mise au jour en ces lieux, surnommée Chronique de Lindos, datée de 99 av. J.-C., comprend un long récit sur l'histoire du sanctuaire, qui rappelle notamment comment trois apparitions (épiphanies) de la déesse ont eu lieu à trois moments critiques de l'histoire de la cité afin de la protéger, proclamant ainsi sur la longue durée la force des liens entre Athéna et les Lindiens,.

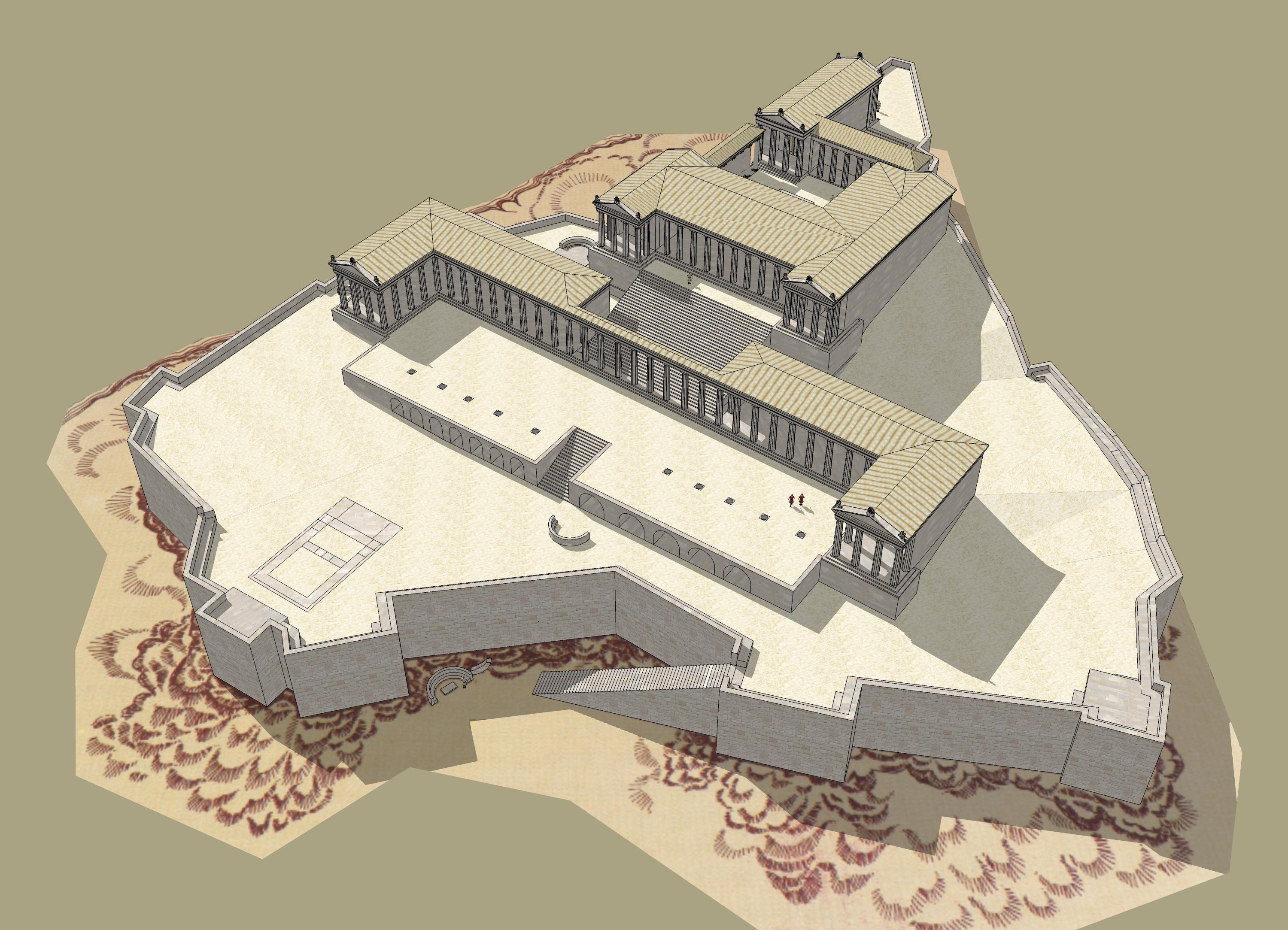
Restitution de l'acropole de Lindos, dominée par le sanctuaire d'Athéna.
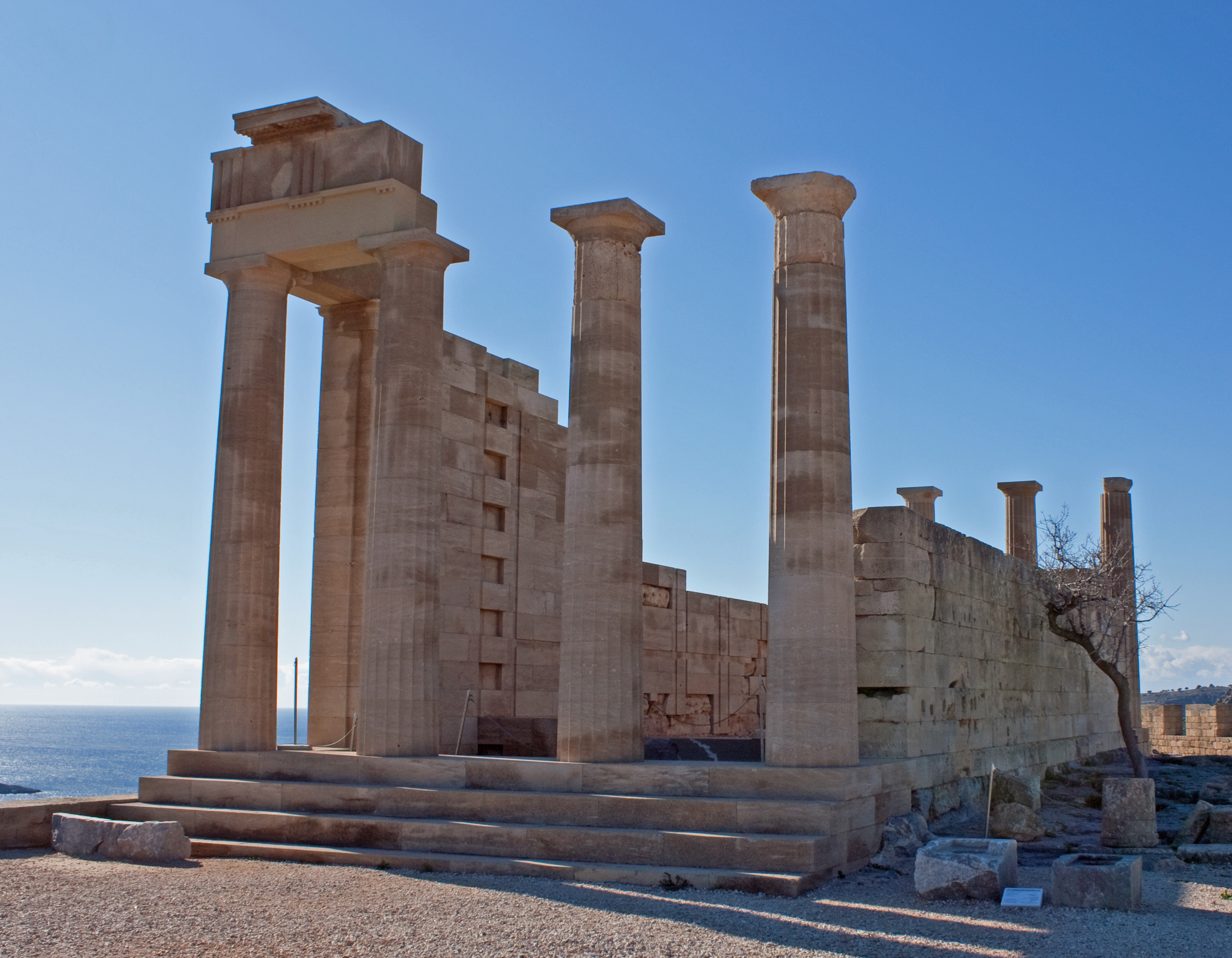
Le temple d'Athéna de Lindos.
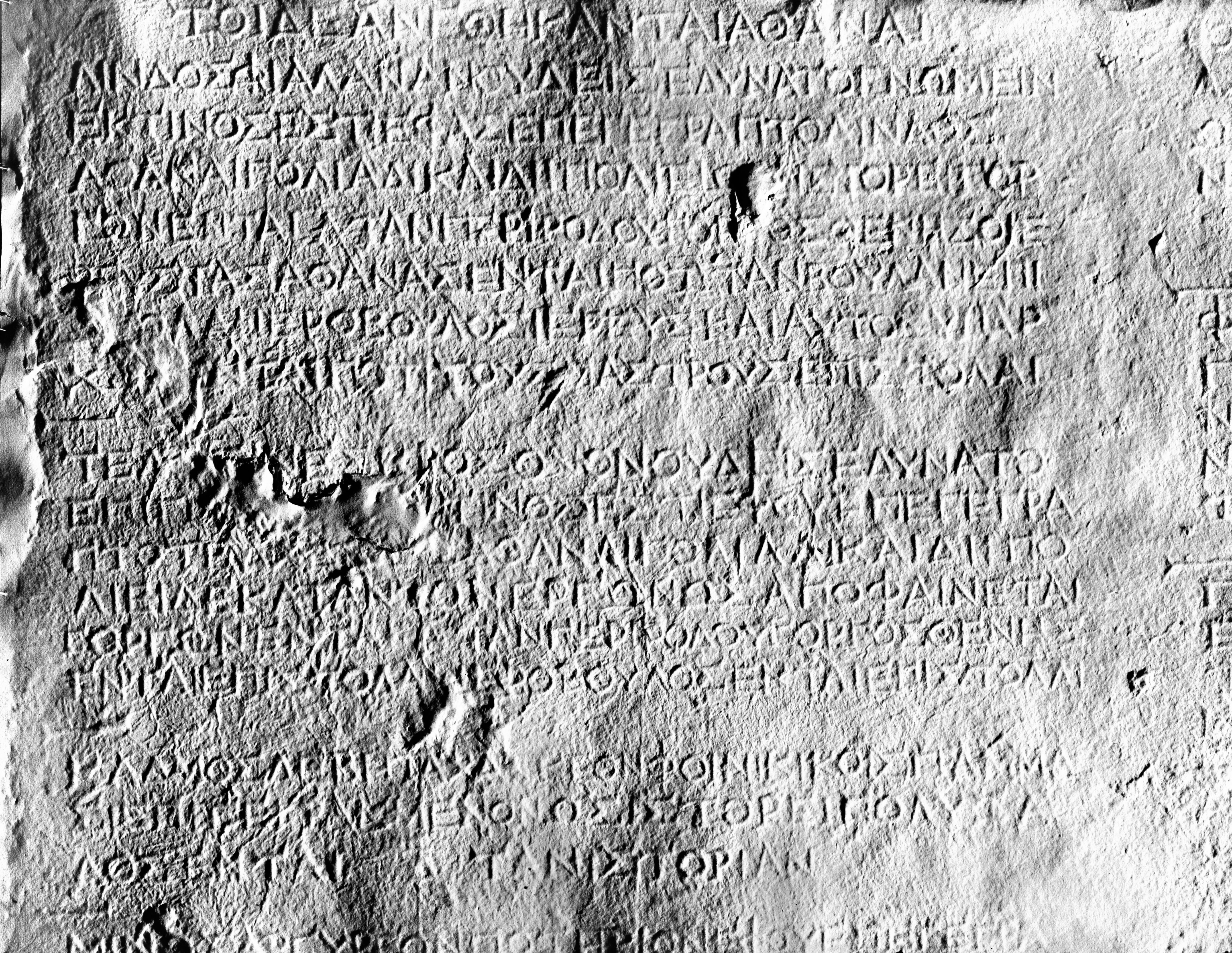
L'inscription de la Chronique de Lindos.

### Macédoine

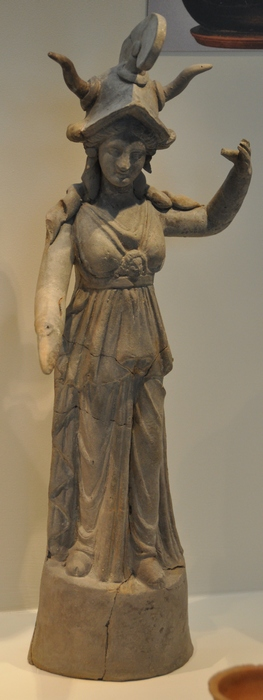
Figurine en terre cuite d'Athéna avec un casque orné de cornes bovines mise au jour à Pella. Musée archéologique de Pella.

Les rois macédoniens semblent se placer sous la protection de la déesse, notamment en raison de sa fonction militaire et de sa capacité à donner la victoire, et la représentent à plusieurs reprises sur leurs monnaies. Aux époques hellénistique et romaine, le culte de la déesse est présent dans plusieurs cités de Macédoine, mais la documentation est souvent limitée, surtout numismatique, en dehors de quelques cas. La cité de Dion, où se trouve un lieu de culte majeur de son père Zeus, sous son aspect Olympien, elle dispose d'un sanctuaire et figure plus souvent que lui sur les monnaies de la cité ; dans des émissions d'époque impériale les deux sont mêmes représentés ensemble. Elle y joue probablement le rôle de protectrice de la cité qu'elle occupe souvent. Pella la fait également figurer sur ses monnaies, brandissant sa lance. Selon Tite-Live (XLII, 51, 2) elle y est vénérée sous l'épithète Alcidem, qu'il faudrait comprendre en grec comme Alkidemos « protectrice du peuple ». La cité a livré des statues en terre cuite représentant la déesse avec un casque surmonté de cornes bovines, dont la signification est obscure (la protection des bovidés ?). Dans la localité voisine de Kyrrhos un culte est rendu à un aspect local de la déesse, Athéna Kyrrhestis. Lorsque des colons de cette cité migrent en Syrie et y fondent une cité nouvelle également nommée Kyrrhos (Cyrrhus), ils y transportent le culte de cette Athéna.

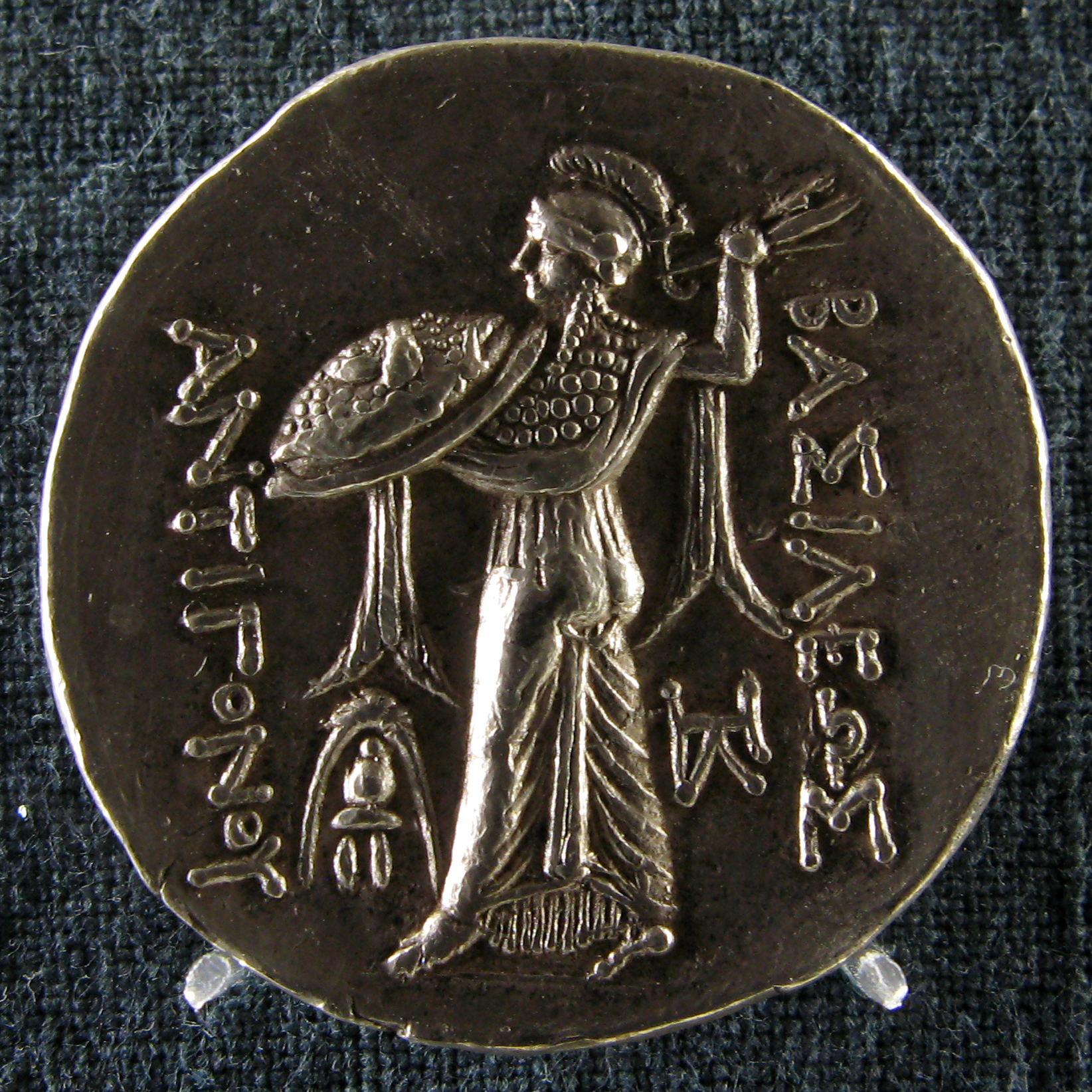
Tétradrachme du roi Antigone Gonatas de Macédoine (277-239 av. J.-C.), revers à l'effigie d'Athéna. Musée numismatique d'Athènes.

### Cyrène et la Cyrénaïque
La cité de Cyrène, dans l'actuelle Libye, fait montre d'une importante dévotion à Athéna, qui y est notamment associée à Zeus, Déméter, peut-être aussi à Arès. On y célèbre des fêtes dédiées à Pallas, avec des concours dont un des vainqueurs est célébré dans la 9e Pythique de Pindare. Hérodote (II, 182) rapporte que le roi égyptien Amasis offre une statue dorée à Athéna de Cyrène. Comme vu plus haut, cet auteur rapporte que les tribus vivant autour du lac Triton adorent une divinité qu'il assimile à Athéna, à laquelle l'Athéna vénérée par les Grecs vivant dans la région a pu emprunter des traits, donnant naissance à une déesse « libyco-grecque ». Certaines traditions grecques font en tout cas naître la déesse au lac Triton, expliquant ainsi son épithète Tritonia/Tritogenia. Lorsque la région est conquise et colonisée par les Romains la déesse Minerve est introduite mais il ne semble surtout s'agir que d'une nouvelle manière de nommer la déesse déjà présente,.

### Cultes grecs antiques
- Pierre Lévêque et Louis Séchan, Les grandes divinités de la Grèce, Paris, Armand Collin, 1990 (1re éd. 1966)
- Pierre Sineux, Qu'est-ce qu'un dieu grec ?, Paris, Klincksieck, 2006
- (en) Jennifer Larson, Ancient Greek Cults : A Guide, New York, Routledge, 2007.
- Walter Burkert (trad. Pierre Bonnechere), La Religion grecque à l'époque archaïque et classique, Paris, Picard, 2011 (1re éd. 1977).
- (en) Robert Parker, Polytheism and Society at Athens, Oxford, Oxford University Press, 2005
- (en) Jon D. Mikalson, Ancient Greek Religion, Malden et Oxford, Wiley-Blackwell, 2010 (1re éd. 2005)
- Jacques Boulogne, Marion Muller-Dufeu et Maude Picouet-de Crémoux (dir.), Choses vues et entendues par Pausanias : Guide des croyances de la Grèce antique, Villeneuve d'Ascq, Presses universitaires du Septentrion, 2015 (lire en ligne)
- (en) Jennifer Larson, Understanding Greek Religion : A Cognitive Approach, Oxon, Routledge, 2016

### Athéna
- (de) Fritz Graf et Anne Ley, « Athena », dans Hubert Cancik et Helmuth Schneider (dir.), Der Neue Pauly, Altertum, vol. 2 : Arc-Ci, Stuttgart, J. B. Metzler, 1996, col. 160-167
- (en) Fritz Graf, « Athena Ἀθήνη », dans Karel van der Toorn, Bob Becking et Pieter W. van der Horst (dir.), Dictionary of Deities and Demons in the Bible, Leyde, Boston et Cologne, Brill,‎ 1999, p. 116-119
- (en) Susan Deacy, « Athena », dans Encyclopedia of the Bible and its Reception, vol. 2 : Athena – Birkat ha–Minim, Berlin, De Gruyter, 2011, col. 1-6
- (en) Robert Parker, « Athena », dans Simon Hornblower, Antony Spawforth et Esther Eidinow (dir.), The Oxford Classical Dictionary, Oxford, Oxford University Press, 2012, 4e éd., p. 194.
- Marcel Detienne et Jean-Pierre Vernant, Les ruses de l'intelligence : La mètis des Grecs, Paris, Flammarion, coll. « Champs », 2018 (1re éd. 1974)
- (en) Jenifer Neils (dir.), Goddess and Polis : The Panathenaic Festival in ancient Athens, Princeton, Hood Museum of Art, Dartmouth College, 1992
- (en) Jenifer Neils (dir.), Worshipping Athena : Panathenaia And Parthenon, Madison, University of Wisconsin Press, 1996
- (en) Susan Deacy et Alexandra Villing (dir.), Athena in the Classical World, Leiden ou Leyde, Brill, 2001.
- (en) Susan Deacy, Athena, New-York, Routledge, 2008, 175 p. (ISBN 978-0-415-30066-7 et 0-415-30066-5).
- Corinne Bonnet et Pierre Brulé (dir.), Cent chouettes pour Athéna : Pallas, Revue d'études antiques, vol. 100, Toulouse, Presses universitaires du Midi, 2016 (lire en ligne)